# UEFA Champions League

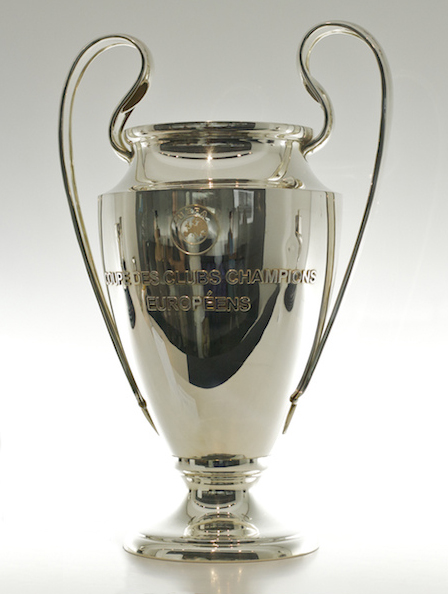
Der Pokal der UEFA Champions League

Die UEFA Champions League [uˈeːfa ˈtʃæmpiənz liːg] ist ein Wettbewerb für europäische Fußball-Vereinsmannschaften der Männer. Ausgetragen wird sie, wie die UEFA Europa- und UEFA Conference League, unter dem Dach des Europäischen Fußballverbandes UEFA. Die Bezeichnung gilt seit der Saison 1992/93, von 1955 bis 1992 wurde das Turnier als Europapokal der Landesmeister (in Österreich und in der Schweiz Europacup der Landesmeister bzw. informell Meistercup) ausgetragen. Der Gewinn der Champions League zählt zu den prestigeträchtigsten Erfolgen im Profifußball und ist der größtmögliche Erfolg im europäischen Vereinsfußball.
Rekordsieger des Wettbewerbs ist Real Madrid mit 15 Titelgewinnen, der die ersten fünf Austragungen des Wettbewerbs für sich entscheiden konnte, gefolgt von der AC Mailand mit sieben Titelgewinnen sowie dem FC Liverpool und dem FC Bayern München mit jeweils sechs Titelgewinnen. Die deutschen Vereine Hamburger SV und Borussia Dortmund waren jeweils einmal erfolgreich.
Der Sieger der Champions League qualifiziert sich für die Teilnahme am UEFA Super Cup, am FIFA-Interkontinental-Pokal, der FIFA-Klub-Weltmeisterschaft sowie als Titelverteidiger für den nächsten Wettbewerb, unabhängig von seinem Abschneiden in der nationalen Liga.

## Geschichte

### Europapokal der Landesmeister
| Saison    | Europapokal der Landesmeister |
| --------- | ----------------------------- |
| 1955/56   | Real Madrid                   |
| 1956/57   | Real Madrid (2)               |
| 1957/58   | Real Madrid (3)               |
| 1958/59   | Real Madrid (4)               |
| 1959/60   | Real Madrid (5)               |
| 1960/61   | Benfica Lissabon              |
| 1961/62   | Benfica Lissabon (2)          |
| 1962/63   | AC Mailand                    |
| 1963/64   | Inter Mailand                 |
| 1964/65   | Inter Mailand (2)             |
| 1965/66   | Real Madrid (6)               |
| 1966/67   | Celtic Glasgow                |
| 1967/68   | Manchester United             |
| 1968/69   | AC Mailand (2)                |
| 1969/70   | Feyenoord Rotterdam           |
| 1970/71   | Ajax Amsterdam                |
| 1971/72   | Ajax Amsterdam (2)            |
| 1972/73   | Ajax Amsterdam (3)            |
| 1973/74   | FC Bayern München             |
| 1974/75   | FC Bayern München (2)         |
| 1975/76   | FC Bayern München (3)         |
| 1976/77   | FC Liverpool                  |
| 1977/78   | FC Liverpool (2)              |
| 1978/79   | Nottingham Forest             |
| 1979/80   | Nottingham Forest (2)         |
| 1980/81   | FC Liverpool (3)              |
| 1981/82   | Aston Villa                   |
| 1982/83   | Hamburger SV                  |
| 1983/84   | FC Liverpool (4)              |
| 1984/85   | Juventus Turin                |
| 1985/86   | Steaua Bukarest               |
| 1986/87   | FC Porto                      |
| 1987/88   | PSV Eindhoven                 |
| 1988/89   | AC Mailand (3)                |
| 1989/90   | AC Mailand (4)                |
| 1990/91   | Roter Stern Belgrad           |
| 1991/92   | FC Barcelona                  |
| Saison    | UEFA Champions League         |
| 1992/93   | Olympique Marseille           |
| 1993/94   | AC Mailand (5)                |
| 1994/95   | Ajax Amsterdam (4)            |
| 1995/96   | Juventus Turin (2)            |
| 1996/97   | Borussia Dortmund             |
| 1997/98   | Real Madrid (7)               |
| 1998/99   | Manchester United (2)         |
| 1999/2000 | Real Madrid (8)               |
| 2000/01   | FC Bayern München (4)         |
| 2001/02   | Real Madrid (9)               |
| 2002/03   | AC Mailand (6)                |
| 2003/04   | FC Porto (2)                  |
| 2004/05   | FC Liverpool (5)              |
| 2005/06   | FC Barcelona (2)              |
| 2006/07   | AC Mailand (7)                |
| 2007/08   | Manchester United (3)         |
| 2008/09   | FC Barcelona (3)              |
| 2009/10   | Inter Mailand (3)             |
| 2010/11   | FC Barcelona (4)              |
| 2011/12   | FC Chelsea                    |
| 2012/13   | FC Bayern München (5)         |
| 2013/14   | Real Madrid (10)              |
| 2014/15   | FC Barcelona (5)              |
| 2015/16   | Real Madrid (11)              |
| 2016/17   | Real Madrid (12)              |
| 2017/18   | Real Madrid (13)              |
| 2018/19   | FC Liverpool (6)              |
| 2019/20   | FC Bayern München (6)         |
| 2020/21   | FC Chelsea (2)                |
| 2021/22   | Real Madrid (14)              |
| 2022/23   | Manchester City               |
| 2023/24   | Real Madrid (15)              |
| 2024/25   | Paris Saint-Germain           |
| 2025/26   |                               |

Die Idee eines europäischen Vereinswettbewerbs beziehungsweise einer europäischen „Superliga“ kam erstmals Anfang der 1950er Jahre auf und lehnte sich an die Idee des Mitropapokals an, der von 1927 bis zum Ausbruch des Zweiten Weltkriegs ausgetragen wurde und einen populären Wettbewerb zwischen österreichischen, ungarischen, jugoslawischen, tschechoslowakischen, italienischen, schweizerischen und rumänischen Vereinsmannschaften darstellte. Ähnlich gute Erfahrungen machte man seit Ende der 1940er Jahre mit der Coupe Latine, die einen noch kleineren Teilnehmerkreis (Landesmeister aus Italien, Frankreich, Spanien und Portugal) umfasste. Der neue Europapokal, so die Idee, sollte deutlich mehr Nationen umfassen und somit klären, welche Länder die spielstärksten Vereinsmannschaften stellen. Anlass war nicht zuletzt die britische Presse, die die Klubs der Insel nach internationalen Erfolgen schon mal gerne zum Weltmeister erklärte. Ob an einem solchen Wettbewerb eine erlesene Auswahl europäischer Spitzenklubs oder alle europäischen Landesmeister teilnehmen sollten, war seinerzeit jedoch eine Streitfrage.
Gabriel Hanot, ehemaliger französischer Nationalspieler und 1954 Journalist der französischen Sportzeitung L’Équipe, griff die Frage noch einmal auf und entwickelte einen Entwurf für eine „Europameisterschaft der Klubs“. Die britische Boulevardzeitung Daily Mail hatte sich dabei besonders Hanots Unmut zugezogen, als sie mit den Wolverhampton Wanderers den englischen Meister des Jahres 1954 nach Siegen gegen Spartak Moskau und Honvéd Budapest erneut zur weltweit besten Vereinsmannschaft ausgerufen hatte. L’Équipe veröffentlichte Hanots Entwurf am 16. Dezember 1954 und lud daraufhin 18 europäische Vereine, die nicht durchweg Landesmeister waren, nach Paris ein. Der Großteil der Teilnehmer stand der Idee aufgeschlossen gegenüber und auch UEFA und FIFA stimmten zu. In den folgenden Monaten unterbreitete Hanot Vorschläge für das Regelwerk, unter anderem, dass der Sieger optimalerweise in Hin- und Rückspielen ermittelt, die Paarungen ausgelost und bis zum Endspiel das K.-o.-System durchgeführt werden sollte.
Im selben Jahr begann bereits der erste Wettbewerb. Die englische Football League blockierte die Teilnahme des FC Chelsea, weshalb Gwardia Warschau nachrückte. Zu den ersten 16 Teilnehmern gehörten schon damals einige Klubs, die auch heute noch zur europäischen Elite gehören. Real Madrid und die AC Mailand, in deren Heimat der Profifußball bereits längst Einzug gehalten hatte, galten gegenüber den Halbprofis der anderen Nationen als klare Favoriten. Trotzdem konnte der 1. FC Saarbrücken als Teilnehmer für das seinerzeit unabhängige Saarland in Mailand einen sensationellen 4:3-Sieg feiern, ehe sie im Rückspiel durch ein 1:4 ausschieden.
Zum Gipfeltreffen zwischen Mailand und Madrid kam es bereits im ersten Halbfinale, in dem sich die Spanier mit 4:2 und 1:2 durchsetzten. Real Madrid gewann schließlich auch das damalige Finale (4:3 gegen Stade Reims) und sicherte sich somit am 13. Juni 1956 den ersten Europapokal der Landesmeister. Bis 1960 sollten die „Königlichen“ den neuen Wettbewerb dominieren und ihn fünfmal in Folge gewinnen, was bis heute keiner Mannschaft mehr gelang. Auch danach dominierten südeuropäische Vereine aus Italien (Inter Mailand, AC Mailand) und Portugal (Benfica Lissabon) den Europapokalwettbewerb, ehe sich nach einem neuerlichen Sieg von Real Madrid (1966) 1967 und 1968 mit Celtic Glasgow und Manchester United die ersten britischen Vertreter durchsetzten.

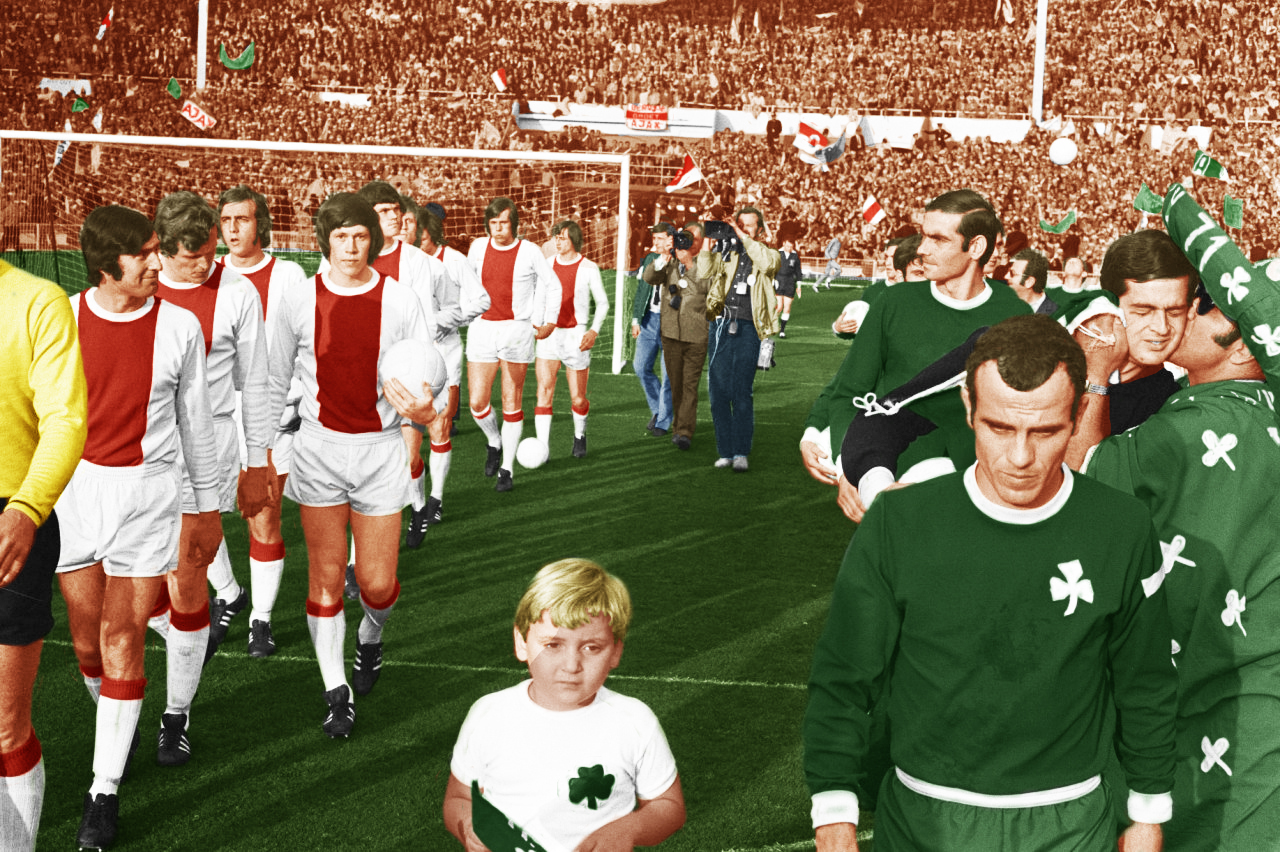
Ajax Amsterdam – Panathinaikos Athen, Finale Europapokal der Landesmeister 1970/71

Ab den 1970er Jahren gab es auffällige Jahresblöcke, in denen immer wieder aufeinander folgend Vertreter desselben Landes den Europapokal der Landesmeister gewannen. Von 1970 bis 1973 dominierten niederländische Teams mit Feyenoord Rotterdam (1970) und Ajax Amsterdam (1971–73), von 1974 bis 1976 siegte dreimal in Folge der FC Bayern München. 1974 musste das Endspiel in Brüssel erstmals wiederholt werden. Damals war zwar schon das Elfmeterschießen eingeführt, doch war in den Regeln verboten, diese Art der Entscheidungsfindung in einem Endspiel anzuwenden.
Es folgten acht Jahre, in denen die englische Dominanz des FC Liverpool, Nottingham Forest und Aston Villa nur im Jahre 1983 durch den Sieg des Hamburger SV unterbrochen wurde. Der Erfolgsgeschichte des englischen Fußballs endete am 29. Mai 1985 mit der Katastrophe von Heysel, die als schwärzeste Tag in der Geschichte des Fußballeuropapokals gilt und durch die englische Fußballklubs für fünf (der FC Liverpool für sechs) Jahre von allen Europapokalwettbewerben ausgeschlossen wurden.
Mit dem Ende der Siegesserie englischer Mannschaften Mitte der Achtziger ging die Zeit einzelner dominanter Länder zu Ende. Abgesehen vom Doppelsieg der AC Mailand in den Jahren 1989 und 1990 konnte nicht nur kein Club seinen Titel verteidigen, auch wechselten sich die gewinnenden Landesverbände ab. Dies war insbesondere eine Folge vereinfachter Regeln zum Vereinswechsel, da Profis aus der Europäischen Union spätestens seit dem Bosman-Urteil von 1995 ohne Beschränkung im Ausland aktiv sein konnten und so die einzelnen Mannschaften „europäisierten“. Dies führte zu einer Angleichung der Spielweisen in den einzelnen Ligen, erfolgreiche „Fußballphilosophien“ wurden schnell auch außerhalb der Landesgrenzen populär.

### UEFA Champions League
Andererseits wurde der Wettbewerb sukzessive auch auf andere Mannschaften als die Landesmeister ausgeweitet, so dass nun die gesamte europäische Spitze teilnehmen konnte. Bereits zur Spielzeit 1991/92 wurde im Europapokal der Landesmeister eine Zwischenrunde mit Gruppenspielen eingeführt, ein Jahr später wurde der Wettbewerb dann in „UEFA Champions League“ umbenannt. Zunächst konnten sich weiterhin nur die jeweiligen Landesmeister für den Wettbewerb qualifizieren; durch die Gruppenspiele blieb allerdings das wirtschaftliche Risiko für die Teilnehmer kalkulierbar, ein Ausscheiden ohne eine Mindestanzahl an Spielen wurde unwahrscheinlich. Um ein repräsentatives Bild der spielstärksten Mannschaften Europas zu ermöglichen und den Wettbewerb weiter zu popularisieren, wurde die Champions League ab 1997 dann auch mit den Vizemeistern bestimmter Ligen ausgetragen; seit der Saison 1999/2000 können sich sogar bis zu vier Mannschaften eines Verbandes für den Wettbewerb qualifizieren. Gemessen an den Erfolgen der Vorjahre werden den Fußballverbänden je nach Platzierung in der UEFA-Fünfjahreswertung eine bestimmte Anzahl an Startplätzen eingeräumt, so dass in den schwächsten Ligen selbst der Meister in eine Qualifikation muss.
Sportlich dominierten in den vergangenen Jahren die finanzstarken Clubs aus Italien, England und Spanien. Mit Ausnahme der Spielzeit 2003/04, als sich der FC Porto und die AS Monaco im Endspiel gegenüberstanden, hat seit Gründung der Champions League 1992 bis einschließlich 2012 immer mindestens ein Teilnehmer aus den drei Ländern das Finale des Wettbewerbs erreicht. Am erfolgreichsten waren in diesen Jahren der FC Barcelona, Real Madrid und die AC Mailand mit jeweils drei Titeln. Erst 2013 konnte diese Serie wieder durchbrochen werden, als mit Borussia Dortmund und dem FC Bayern München erstmals zwei deutsche Mannschaften im Finale aufeinander trafen. Die erste Mannschaft, die den Titel erringen konnte, ohne in der Vorsaison Meister ihres Landes gewesen zu sein, war 1999 Manchester United, das im Endspiel von Barcelona mit 2:1 gegen Bayern München gewann. Insgesamt ist Real Madrid mit neun Titeln die erfolgreichste Mannschaft seit Bestehen der Champions League.

## Spielmodus

### Aktueller Spielmodus (seit 2024/25)
Ab der Saison 2024/25 wird der Modus der Champions League grundlegenden Veränderungen unterworfen. So wird die Anzahl der teilnehmenden Mannschaften von 32 auf 36 erhöht, von den zusätzlichen vier Plätzen wird ein Platz an den Fünften der UEFA-Fünfjahreswertung vergeben, ein weiterer Platz wird in der Qualifikation über den „Meisterweg“ erspielt, so dass nunmehr fünf statt vier Klubs über den Meisterweg in die Champions League gelangen. Zwei weitere Plätze werden den beiden in der Vorsaison in allen drei Europapokalen erfolgreichsten Nationalverbänden zugestanden (Erspielter Koeffizient wird durch die Anzahl der teilnehmenden Vereine dividiert), die jeweils einen fixen Champions-League-Platz mehr bekommen.
Die ursprünglichen Pläne der UEFA aus dem Jahr 2021 sahen vor, diese Plätze den beiden Clubs mit den höchsten Klub-Koeffizienten zu erteilen, die sich nicht für die Ligaphase der Champions League qualifiziert haben, wohl aber an der Qualifikationsrunde der Champions League, Europa League oder Europa Conference League teilnehmen. Diesen Plan setzte das Exekutivkomitee der UEFA aufgrund des Widerstands des Verbands der europäischen Fußball-Ligen (EL) sowie des europäischen Dachverbands der Fanorganisationen (FSE) nicht um.
Die zweite Veränderung betrifft die Gruppenphase, deren vorherige Form durch eine eingleisige Liga mit 36 Mannschaften ersetzt wird. Jedes Team spielt insgesamt gegen acht verschiedene Mannschaften. Dafür werden die Teilnehmer (analog dem bisherigen Format) in vier Pools zu je neun Mannschaften eingeteilt. Jedes Team trifft anschließend auf zwei Mannschaften aus jedem Pool, wobei pro Pool ein Spiel zuhause und eines auswärts ausgetragen wird. Der ursprüngliche Plan mit zehn Vorrundenspielen wurde verworfen, jedoch werden die acht Spiele auf insgesamt zehn Europapokalwochen verteilt.
Die UEFA erhofft sich dadurch, dass die Spitzenmannschaften bereits in der ersten Phase des Turniers aufeinandertreffen sowie dass die Zahl der unbedeutenden oder vorhersehbaren Spiele in der Vorrunde reduziert wird. An die Ligaphase schließt sich eine K.-o.-Runde an, in der die Mannschaften auf den Plätzen 1–8 direkt für das Achtelfinale qualifiziert sind, während die Mannschaften auf den Plätzen 9–24 zuerst in einer Zwischenrunde die restlichen acht Achtelfinalteilnehmer ausspielen. Für die Mannschaften auf den Plätzen 25–36 ist das Turnier beendet, ohne Möglichkeit einer Teilnahme an der Europa League oder Conference League. Ab dem Achtelfinale läuft das Turnier ähnlich weiter wie bisher, allerdings werden die Teams anhand ihrer Platzierung aus der Gruppenphase in eine Setzliste übertragen, so dass z. B. der Gruppenerste frühestens im Finale auf den Gruppenzweiten treffen kann. Auch die Europa League und die Conference League werden künftig in einem der Champions League ähnelnden Modus ausgetragen.

### Geschichte
Die Teilnehmer am Europapokal der Landesmeister, dem ersten Europapokalwettbewerb, waren ursprünglich die einzelnen europäischen Landesmeister sowie der Titelverteidiger. Die Spiele wurden bis 1991 ausschließlich im K.-o.-System in Hin- und Rückspielen ausgetragen, wobei seit Mitte der 1960er Jahre in der ersten Runde 32 Mannschaften antraten.
In den neunziger Jahren wurde dieser Spielmodus viermal grundlegend geändert: In den Spielzeiten 1991/92 (noch als „Europapokal der Landesmeister“) und 1992/93 (zum ersten Mal als „Champions League“) wurden nach dem Achtelfinale die verbleibenden Mannschaften in zwei Gruppen eingeteilt, deren Gruppensieger das Endspiel bestritten. 1993/94 kam ein Halbfinale hinzu, bei welchem jeweils die beiden Gruppensieger Heimrecht hatten. Ab 1994 beteiligten sich 16 Mannschaften an der Endrunde der Champions League, die drei Spielzeiten lang in vier Gruppen zu je vier Mannschaften eingeteilt wurden und von denen die Gruppenersten und die Gruppenzweiten das Viertelfinale erreichten. Nach der Aufstockung auf 24 Mannschaften wurden 1997/98 und 1998/99 sechs Gruppen zu je vier Teams gebildet. Die sechs Gruppenersten und die zwei besten Gruppenzweiten qualifizierten sich für das Viertelfinale. Der Modus sah vor, dass nach Beendigung der Gruppenspiele die Mannschaften im K.-o.-System in Hin- und Rückspielen um den Einzug in die nächste Runde konkurrieren.
Im Dezember 1998 beschloss die UEFA erneut eine weitreichende Reformierung des Reglements, die eine enorme Aufstockung des Finanzetats, aber auch große Terminschwierigkeiten mit sich brachte: ab der Saison 1999/2000 nahmen 32 Mannschaften an der Endrunde der Champions League teil, die in acht Gruppen zu je vier Mannschaften eingeteilt wurden. Die Gruppenersten und die Gruppenzweiten bildeten in einer Zwischenrunde wiederum vier Gruppen zu je vier Teams. Die Tabellenersten und -zweiten der Zwischenrunde erreichten das Viertelfinale, das ebenso wie das Halbfinale in Hin- und Rückspielen ausgetragen wurde. Für die 32 teilnehmenden Mannschaften wurden nach einem speziellen Länderschlüssel, der die Europapokal-Ergebnisse der letzten fünf Jahre berücksichtigt, 16 Plätze fest zugeteilt: Italien, Deutschland, Spanien, Frankreich, die Niederlande und England schickten den Landesmeister und den Vizemeister ins Rennen, in Portugal, Griechenland und Tschechien berechtigte nur der nationale Meistertitel zur Teilnahme an der Champions League. Außerdem war bis 2002/03 der Titelverteidiger qualifiziert. Die restlichen 16 Plätze wurden in drei Qualifikationsrunden ermittelt, wobei die Tabellendritten und -vierten der drei erfolgreichsten Nationen des europäischen Vereinsfußballs für die dritte Qualifikationsrunde gesetzt waren (falls diese Mannschaften scheiterten, nahmen sie ebenso wie die acht Tabellendritten der Gruppenphase am UEFA-Pokal teil). Wie bisher wurden die Viertel- und Halbfinalspiele im K.-o.-System mit Hin- und Rückspielen, das Finale in einem Endspiel an einem neutralen Ort ausgetragen. Die 2. Gruppenphase wurde jedoch ab der Saison 2003/04 durch ein Achtelfinale im K.-o.-System ersetzt.

### Teilnehmerfeld
Zur Saison 2018/19 wurde der Qualifikationsmodus reformiert. Fix qualifiziert sind nun die Meister der besten zehn europäischen Ligen (jeweils gemessen am Stand in der Fünfjahreswertung), die Zweitplatzierten der besten sechs Ligen ebenso wie die Tabellendritten und -vierten der besten vier Spielklassen. Darüber hinaus ist ein Platz für den Champions-League-Titelverteidiger und den Sieger der UEFA Europa League des Vorjahres vorbehalten.
Die verbleibenden sechs Startplätze werden zum einen unter den verbliebenen Meistern (vier Plätze) und zum anderen unter den besten bisher nicht qualifizierten Mannschaften aus den 15 besten europäischen Ligen (zwei Plätze) ausgespielt.
Falls die Sieger der Champions League beziehungsweise der Europa League bereits über ihre nationale Ligaplatzierung für die Teilnahme qualifiziert sind, wird der freie Platz an den Meister der elftbesten Liga beziehungsweise den Tabellendritten der fünftbesten Spielklasse vergeben.
Die Einstufung der Ligen erfolgt nach den Regeln der UEFA-Fünfjahreswertung. Ein Landesverband erhält Punkte für Erfolge seiner Vereinsmannschaften in den Wettbewerben der UEFA, also Siege, Unentschieden und das Erreichen bestimmter Spielrunden. Die Zähler für alle Vereine werden addiert und durch die Anzahl der teilnehmenden Vereine des Landesverbandes dividiert. So ergibt sich ein Wert pro Saison. Die Werte der letzten fünf Saisons werden ihrerseits addiert (beginnend nicht mit der jeweils gerade abgelaufenen, sondern mit der Saison davor). Die Summe bestimmt den Rangplatz der jeweiligen Liga.

### Nicht zugelassene Mannschaften
Auch wenn ein Klub die sportlichen Voraussetzungen für die Teilnahme an dem Wettbewerb erfüllt, behält sich die UEFA vor, eine Lizenzüberprüfung vorzunehmen und die Mannschaft gegebenenfalls nicht zuzulassen. Seit 2004 kam es aus lizenztechnischen Gründen zu folgenden acht Ausschlüssen von der Champions League.
| Saison  | Ausgeschlossene Mannschaften       |
| ------- | ---------------------------------- |
| 2004/05 | Ertis Pawlodar                     |
| 2007/08 | Shelbourne FC                      |
| 2008/09 | ZSKA Sofia                         |
| 2011/12 | ACS Poli Timișoara                 |
| 2012/13 | Glasgow Rangers                    |
| 2016/17 | KF Skënderbeu Korça, KF Feronikeli |
| 2018/19 | KF Skënderbeu Korça                |

### Qualifikationsphase
Seit Beginn der Saison 2009/10 wird eine reformierte Qualifikation ausgespielt. Nachdem UEFA-Präsident Michel Platini bereits zu Amtsantritt angekündigt hatte, zukünftig mehr Meistern der europäischen Ligen die Teilnahme an der Champions League zu ermöglichen, wurde im November 2007 ein neuer Modus beschlossen. Die Anzahl der Qualifikationsrunden wurde auf vier erhöht und die letzte Runde der Qualifikation, die nunmehr auch zentral vermarktet wird, analog dem zur gleichen Zeit neu gestalteten UEFA-Pokal in „Play-off“-Runde umbenannt. 2016 wurde die Qualifikation erneut reformiert, wodurch nun statt 16 bereits 22 Mannschaften ihren Platz in der Gruppenphase sicher haben und entsprechend weniger Vereine sich qualifizieren können. Zudem ist nun auch für den Sieger der Europa League ein Platz in der CL-Gruppenphase vorgesehen. Begründet wurde diese Reform mit einer gesteigerten Planungssicherheit für etablierte Vereine. Seit der Saison 2018/19 können nur noch vier Meister der europäischen Ligen über die Qualifikation den Zugang zur Gruppenphase erreichen. Die Zweit- oder Drittplatzierten der Verbände auf Platz 5 bis 15 spielen über den Platzierungsweg zwei zusätzliche Teilnehmer aus.

### Gruppenspiele

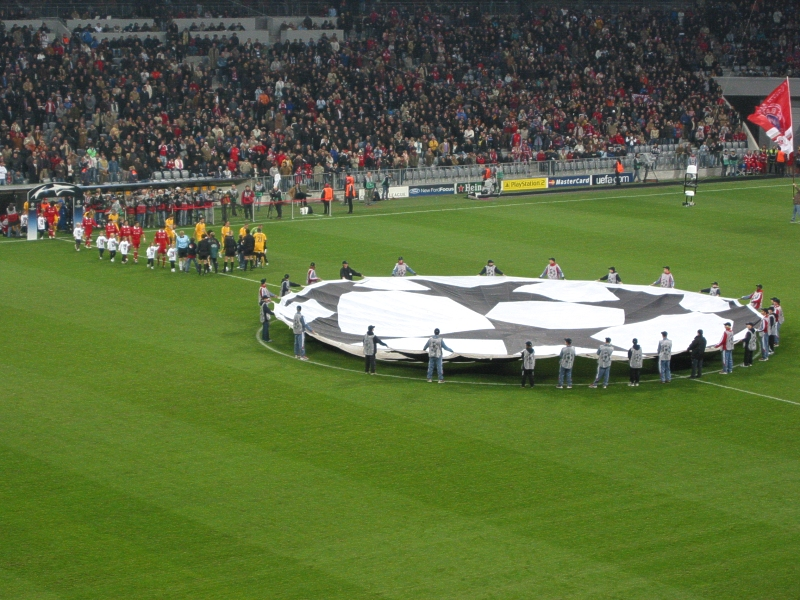
Vor dem Gruppenspiel der Champions League am 18. Oktober 2005: FC Bayern München – Juventus Turin

Für die Auslosung der Gruppenphase ordnet die UEFA die 32 teilnehmenden Vereine vier Lostöpfen zu. Topf 1 wird aus dem CL-Titelverteidiger, dem EL-Sieger, und den nationalen Meistern der ersten sechs Ligen gebildet. Ist der CL/EL-Titelverteidiger zugleich auch einer dieser sechs Meister, so rückt auch der Meister von Rang 7 (ggfs. auch 8) in Topf 1 auf. Die Töpfe 2 bis 4 werden absteigend gestaffelt nach der Höhe ihrer UEFA-Klub-Koeffizienten befüllt. Aus den vier Töpfen werden die Clubs in acht Vierergruppen gelost. Jeder Verein erhält je einen Gegner aus einem der drei anderen Töpfe. In das Losverfahren wird eingegriffen, um zu verhindern, dass mehrere Vereine eines Verbandes in die gleiche Gruppe gelost werden.
Gespielt wird in acht Gruppen mit je vier Mannschaften in einem Hin- und Rückspiel. Die Ersten und Zweiten der Gruppen erreichen das Achtelfinale, während sich die Drittplatzierten für das Sechzehntelfinale der UEFA Europa League qualifizieren und die Viertplatzierten aus dem Wettbewerb ausscheiden.
Sind nach Beendigung aller Gruppenspiele zwei oder mehr Mannschaften punktgleich, entscheidet aus den direkten Vergleichen dieser Mannschaften:
1. die Anzahl der gewonnenen Punkte
2. die Tordifferenz
3. die Anzahl der Tore

Wenn nach Anwenden der Kriterien 1–3 in dieser Reihenfolge zwei oder mehr Mannschaften immer noch den gleichen Tabellenplatz belegen, werden für diese Teams die Kriterien 1–3 erneut angewendet. Sollte dies zu keiner definitiven Platzierung führen,
werden die folgenden Kriterien angewendet:
1. die Anzahl der Auswärtstore (bis zur Saison 2020/21 wurde diese Regel noch als Kriterium vor der erneuten Anwendung über zwei Spiele angewendet)
2. die bessere Tordifferenz aus allen Spielen
3. die höhere Anzahl der insgesamt erzielten Tore
4. der Klub-Koeffizient

### Endrunde
Nach den Gruppenspielen folgt die Endrunde (im K.-o.-System) mit den Achtel-, Viertel- und Halbfinalspielen, die in einem Hin- und Rückspiel den Sieger einer Spielpaarung ermittelt. Die Begegnungen werden für die einzelnen Finalrunden jeweils separat ausgelost (seit der Saison 2012/13 auch die Halbfinale), wobei im Achtelfinale die Gruppensieger auf die Gruppenzweiten treffen und Letztere zuerst Heimrecht genießen. Nicht aufeinandertreffen können im Achtelfinale Mannschaften, die schon in der Vorrunde aufeinandergetroffen sind oder dem gleichen Landesverband angehören. Ab dem Viertelfinale gelten diese Beschränkungen nicht mehr.
Die Sieger werden in der Endrunde durch Zusammenzählen der Tore aus Hin- und Rückspiel ermittelt. Herrscht danach noch Gleichstand, wird das Rückspiel um zwei Halbzeiten zu 15 Minuten verlängert. Endet die Verlängerung unentschieden, entscheidet ein Elfmeterschießen.
Bis zur Saison 2020/21 wurde bei Torgleichheit nach zwei Spielen die Auswärtstorregel angewandt. Seit der Saison 2021/22 kommt diese nicht mehr zur Anwendung.

### Endspiel
Das Endspiel findet auf einem Platz statt, den die UEFA in der Regel mehr als ein Jahr vor Wettbewerbsbeginn festlegt. Als Austragungsort sind nur Stadien zulässig, die von der UEFA als Stadion der Kategorie 4 klassifiziert wurden. Im Finale gibt es kein Rückspiel; es wird ggf. durch Verlängerung bzw. Elfmeterschießen entschieden. Vor Einführung des Elfmeterschießens für ein Finalspiel gab es 1974 zum einzigen Mal ein Wiederholungsspiel.
Am häufigsten (achtmal) fand das Endspiel bisher im Londoner Wembley-Stadion statt, die meisten Endspiele wurden mit jeweils neun Austragungen in Deutschland, England und Italien abgehalten.
Zwölfmal konnte eine Mannschaft in einem Stadion des eigenen Landes das Endspiel bestreiten, davon viermal sogar im eigenen Stadion. Borussia Dortmund gewann 1997 gegen Juventus Turin im Münchener Olympiastadion. Der FC Bayern unterlag 2012 im eigenen Stadion („Finale dahoam“) dem FC Chelsea. Endspiele mit zwei Mannschaften aus demselben Land gab es bisher achtmal, davon ein innerdeutsches Duell 2012/13 mit Borussia Dortmund gegen den FC Bayern München in London. 2014 und 2016 bestritten sogar zwei Mannschaften aus derselben Stadt das Finale, nämlich Real Madrid und Atletico Madrid, wobei Real das Europalokalderby jeweils für sich entschied.

## Hintergrund

### Trophäe
Von 1956 bis 1966 wurde dem jeweiligen Sieger eine andere Trophäe als die aktuelle überreicht, die im Aussehen stark dem Pokal der vier Jahre später als Europapokal der Nationen erstmals ausgetragenen Fußball-Europameisterschaft glich. Als Real Madrid 1966 zum sechsten Mal triumphierte, entschied man sich, den damaligen Pokal dauerhaft an die Madrilenen zu übergeben und eine neue Trophäe zu schaffen. Seit dem Jahr 1967 wird ein Wanderpokal überreicht, nachdem die UEFA den Schweizer Goldschmied Jürg Stadelmann beauftragt hatte, einen neuen Pokal zu entwerfen. Ob Stadelmann selbst oder die Bremer Silberwarenmanufaktur Koch & Bergfeld, die den Pokal bis 2002 auch produzierte, Originalurheber des Designs ist, lässt sich anhand der Quellenlage nicht abschließend bewerten. Celtic Glasgow gewann 1967 als erste Mannschaft den neuen Pokal. Die Trophäe ist 62 cm hoch. Bis zum Jahr 2008 galt die Regel, dass der aktuelle Titelträger das Original des Pokals für ein Jahr verliehen bekam. Kurz vor dem Endspiel des folgenden Jahres wurde das Original an die UEFA zurückgegeben und durch eine Nachbildung ersetzt, welche zehn Prozent kleiner war. Seit der Saison 1968/69 galt die Regel, dass wenn ein Verein den Wettbewerb drei Mal hintereinander oder aber insgesamt fünf Mal gewonnen hatte, der Gewinner das Original dauerhaft behalten durfte. So erhielten diese Trophäe in der Vergangenheit Real Madrid (1966 noch der alte Pokal), Ajax Amsterdam (1973), Bayern München (1976), die AC Mailand (1994) und zuletzt der FC Liverpool (2005). Seit 2006 wird das mittlerweile sechste Exemplar übergeben, welches sich in der Form von der bis 2005 übergebenen Trophäe dadurch unterscheidet, dass nun die Henkel bzw. Griffe stärker nach innen gekröpft sind, wodurch der Pokal etwas schlanker wirkt.
Auf dem neuen Pokal sind erstmals alle Titelgewinner eingraviert. Seit 2009 bleibt der Originalpokal, der für die Pokalübergabe verwendet wird, dauerhaft im Besitz der UEFA. Der Sieger erhält unmittelbar nach dem Finale eine Nachbildung in Originalgröße, die Siegertrophäe der UEFA Champions League. Ein Verein, der den Wettbewerb dreimal nacheinander oder insgesamt fünfmal gewonnen hat, erhält künftig statt der Originalstatue ein spezielles Zeichen der Anerkennung. Danach fängt für diesen Verein die Zählung wieder bei Null an.
Betroffen von dieser Neuregelung waren bisher Real Madrid, welches sowohl bei seinem insgesamt 10. Titel im Jahr 2014, als auch 2018 für drei Titel in Folge eine solche Anerkennung erhielten, ebenso erging es dem FC Barcelona, welcher im Jahr 2015 zum insgesamt fünften Mal den Titel erlangen konnte, aber dennoch nicht die Original-Trophäe erhielt.

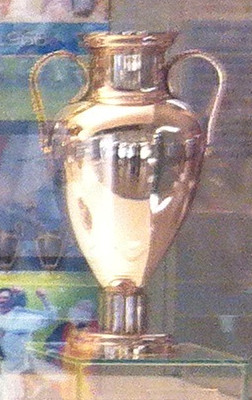
Die Originaltrophäe des Europapokals der Landesmeister von 1956 bis 1966 im Vereinsmuseum von Real Madrid
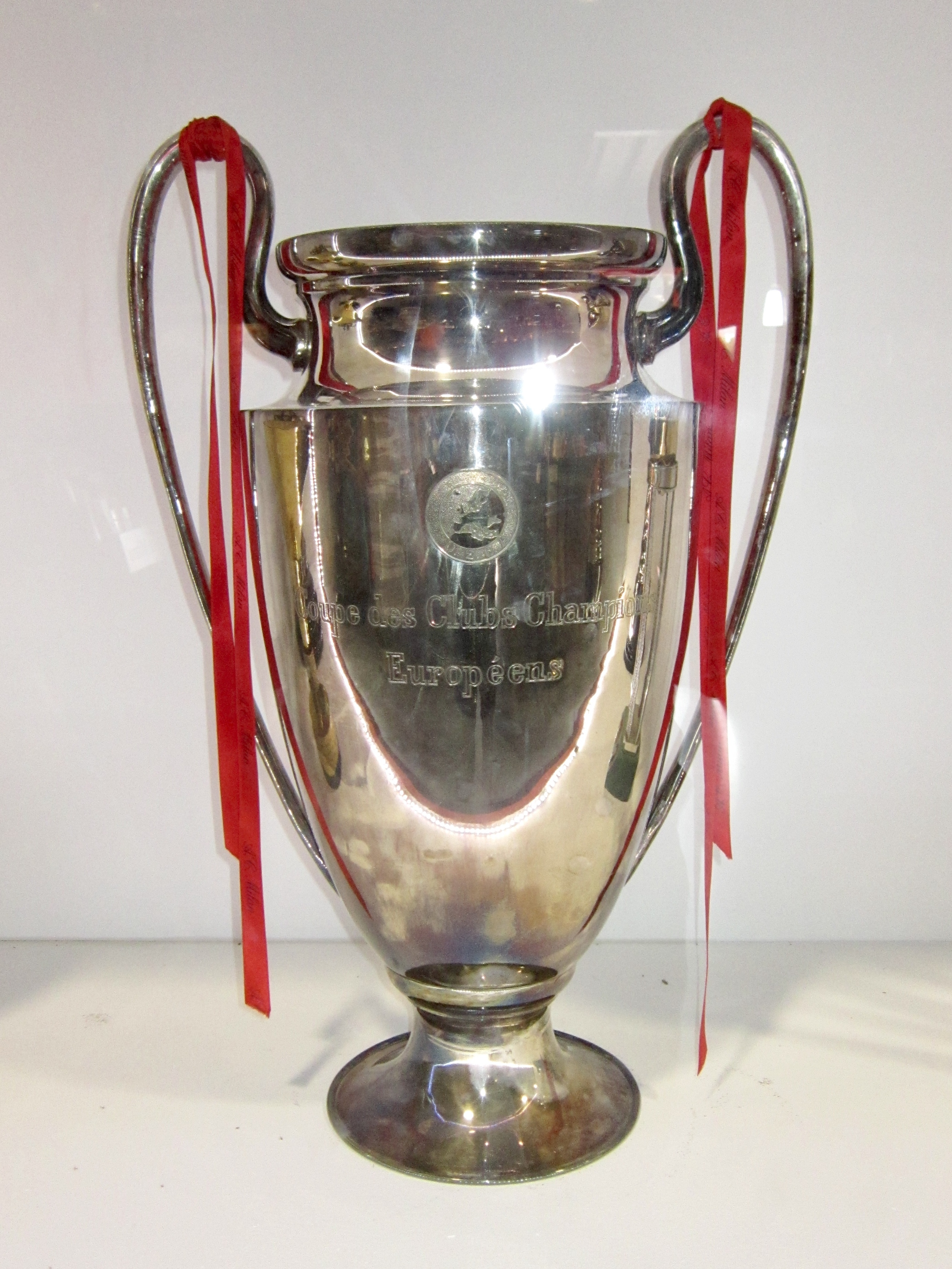
Die Trophäe des Europapokals der Landesmeister der Saison 1988/89 im Vereinsmuseum der AC Mailand
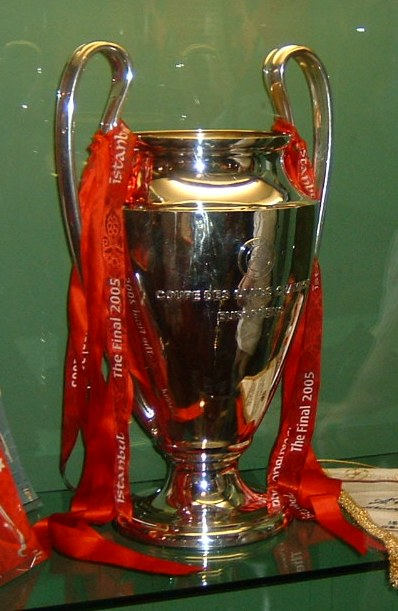
Das Design der heutigen Trophäe wurde seit 1967 in fünf Ausführungen verwendet

### Strafen
Nach drei Gelben Karten ist ein Spieler automatisch für die nächste Partie gesperrt, anschließend nach jeweils zwei weiteren (nach der fünften, nach der siebten usw.). Ein Platzverweis hat eine Sperre von mindestens einem Spiel zur Folge, der Kontroll- und Disziplinarausschuss der UEFA kann eine Verschärfung der Strafe beschließen. Diese Regeln gelten wettbewerbsübergreifend, also auch beim Wechsel von Champions League zur Europa League.

### Finanzen
Zur Saison 2016/17 verteilen sich die Prämien für die teilnehmenden Vereine wie folgt: Für die Vereine, die in einer der drei Qualifikationsrunden antraten, gab es jeweils 220.000 Euro für die erste, 320.000 Euro für die zweite und 420.000 Euro für die dritte Qualifikationsrunde, vorausgesetzt sie qualifizierten sich nicht für die Gruppenphase. Jeder nationale Meister, der die Gruppenphase nicht erreichte, erhält neben den Beträgen für die jeweiligen Qualifikationsrunden zusätzlich 260.000 Euro. In der Play-off-Runde gibt es für den Sieger 2.000.000 Euro und für den Verlierer 3.000.000 Euro. In den Play-offs erfolgen keine Solidaritätszahlungen, da die daran teilnehmenden Vereine die weiter oben erwähnten Play-off-Prämien erhalten. Den in den Play-offs ausgeschiedenen Vereinen bleiben etwaige Zahlungen für die erste und zweite Qualifikationsrunde erhalten. Für das Erreichen der Vorrunde bekam jeder der 32 Vereine 12.700.000 Euro. Für jedes der sechs Gruppenspiele werden 1.500.000 Euro für einen Sieg und 500.000 Euro für ein Unentschieden ausgezahlt. Für den Einzug ins Achtelfinale erhält jedes Team zusätzlich je 6.000.000 Euro, die acht Viertelfinalisten kassieren jeweils weitere 6.500.000 Euro und die vier Halbfinalisten je 7.500.000 Euro. Der unterlegene Finalist erhält 11.000.000 Euro, der Titelgewinner 15.500.000 Euro. Bestenfalls kann ein Verein also Prämien in Höhe von 57.200.000 Euro verbuchen, ohne Berücksichtigung der Play-off-Prämie.
Zusätzlich bekam jeder Verein für jedes Heim- und Auswärtsspiel einen bestimmten Anteil an den Fernsehgeldern, die mit einem Gesamtetat von 507.000.000 Euro gespeist sind, welche vom Sender, der die Fernsehrechte im Land des Heimklubs erworben hat, bezahlt werden. Die Höhe dieser Fernsehgelder variiert stark je nach Nationalität des Heimklubs.

### Label
Die Vermarktung des Markennamens „UEFA Champions League“ und insbesondere der Fernseh- und Werberechte erfolgt durch die „T.E.A.M. Television Event And Media Marketing AG“ mit Sitz in Luzern. Die aus den Einnahmen der Vermarktung weitergegebenen Prämien sind eine wichtige Einnahmequelle der Topfußballklubs in Europa.

### Fernsehübertragungen

#### Deutschland
| Saisons   | Free-TV                  | Pay-TV                                       |
| --------- | ------------------------ | -------------------------------------------- |
| 1992–1999 | RTL Television (TV)      | –                                            |
| 1999–2000 | tm3 (TV)                 | –                                            |
| 2000–2003 | RTL (TV)                 | Premiere (TV)                                |
| 2003–2006 | Sat.1 (TV)               | Premiere (TV)                                |
| 2006–2009 | Premiere (TV)            | Premiere (TV)                                |
| 2009–2012 | Sat.1 (TV)               | Sky Deutschland (TV)                         |
| 2012–2018 | ZDF (TV)                 | Sky Deutschland (TV)                         |
| 2018–2021 | ZDF (Finale 2019/20, TV) | Sky Deutschland (TV), DAZN (Streaming)       |
| 2021–2027 | ZDF (Finale, TV)         | DAZN (Streaming/TV), Prime Video (Streaming) |

Von 1992 bis 1999 zeigte in Deutschland RTL Television die Spiele der Champions League. Danach sicherte sich das ehemals als Frauensender gestartete tm3 überraschend für 850 Millionen DM die Rechte für vier Jahre, übertrug die Champions League aber nur in der Saison 1999/2000 und zog sich bereits nach dieser Saison wieder von den Übertragungen zurück. Die Rechte wurden daraufhin erstmals zwischen Pay-TV und Free-TV aufgeteilt: Während zuvor jeweils dienstags und mittwochs unverschlüsselt Liveübertragungen gezeigt wurden, waren fortan die Dienstagsspiele nur noch verschlüsselt (beim Pay-TV-Sender Premiere) und lediglich die Mittwochsspiele im frei empfangbaren Fernsehen zu sehen. Die Rechte dafür gingen zurück an RTL, der Sender übertrug den Wettbewerb bis zum Jahr 2003 für gut 50 Millionen Euro pro Spielzeit. Ab der Saison 2003/04 zeigte Sat.1 die Spiele und zahlte geschätzte 35 Millionen Euro pro Saison dafür. Der Sender handelte außerdem das Recht aus, frei darüber entscheiden zu können, welches Spiel pro Spieltag gezeigt wurde.
2005 erwarb der Pay-TV-Sender Premiere auch die Rechte für die Free-TV-Übertragungen und produzierte – um diese Spiele ausstrahlen zu können – dazu das Format Champions TV. Dies wurde in der Saison 2006/07 vom DSF und den beiden darauffolgenden Saisons von Sat.1 übernommen. Ab dieser Zeit wurden – bis auf spätere Ausnahmen in den K.-o.-Runden – nur noch Mittwochsspiele frei empfangbar gezeigt. Von der Saison 2009/10 bis 2011/12 produzierte Sat.1 unter der reaktivierten Dachmarke ran drei Jahre lang die Übertragungen wieder selbst. 2011 sicherte sich das ZDF für gut 50 Millionen Euro pro Saison die Rechte und die Champions League wechselte damit ab der Saison 2012/13 erstmals ins öffentlich-rechtliche Fernsehen. Der ursprünglich bis 2015 geschlossene Vertrag mit dem ZDF wurde 2013 für drei weitere Saisons bis 2018 verlängert. Insgesamt zeigte das ZDF so sechs Jahre lang 13 Begegnungen pro Saison.
Im Juni 2017 vergab die UEFA die Fernsehrechte am Wettbewerb neu – und erstmals ausschließlich ans Pay-TV. So wurden zwischen der Saison 2018/19 und 2020/21 die Spiele zwischen Sky Deutschland sowie dem Streaminganbieter DAZN aufgeteilt. Das ZDF verlor die Übertragungsrechte für das Free-TV; lediglich ein Finale mit deutscher Beteiligung musste laut Rundfunkstaatsvertrag im Free-TV zu sehen sein. Dies war mit dem Finale der Saison 2019/20 der Fall, das vom ZDF gezeigt wurde. Von 2021/22 bis 2026/27 werden die Spiele von den beiden Streaminganbietern DAZN und erstmals Amazon Prime Video gezeigt. Prime Video zeigt das Topspiel am Dienstag, DAZN alle übrigen Partien und alle Konferenzen. Sky Deutschland ging damit nach über 20 Jahren erstmals bei den Übertragungen leer aus; das Finale wird aber – anders als in der Rechteperiode 2018–2021 – wieder unabhängig von deutscher Beteiligung im ZDF frei empfangbar ausgestrahlt.

#### Österreich
Bis zum Ende der Saison 2017/18 wurden die im Free-TV gezeigten Begegnungen von dem öffentlich-rechtlichen Sender ORF 1 ausgestrahlt; zwischen den Saisons 2018/19 und 2020/21 waren keine Spiele im Free-TV zu sehen. Seit der Saison 2021/22 wird pro Spieltag eine Partie frei empfangbar bei Servus TV gezeigt.
Sowohl Sky Österreich als auch DAZN übertragen von 2021/22 bis 2023/24 alle Partien gegen Bezahlung. Ab der Saison 2024/25 werden die Begegnungen von Sky Österreich sowie erstmals von Canal+ Austria, dem österreichischen Ableger des französischen Pay-TV-Senders Canal+, übertragen; neben DAZN verliert auch Servus TV die Übertragungsrechte, sodass in den folgenden Saisons vorerst keine Spiele im Free-TV zu sehen sein werden. Canal+ Austria wird das Topspiel am Mittwoch zeigen, während Sky Österreich alle übrigen Partien übertragen wird.

#### Schweiz
In der Schweiz zeigte das SRF lange Zeit die Champions League auf SRF zwei im Free-TV: 2018/19 zeigte SRF ein Mittwochspiel, Teleclub Zoom ab der Gruppenphase ein Dienstagsspiel. Die übrigen Spiele wurden im Pay-TV auf Teleclub ausgestrahlt.
Seit der Saison 2021/22 sind die Free-TV-Spiele nicht mehr auf SRF, sondern auf 3+ und TV24 der CH Media-Gruppe zu sehen. Dazu gehören sechs Gruppenspiele und das Endspiel. Der Teleclub-Nachfolger blue+ überträgt die Free-TV-Spiele in französischer und italienischer Sprache über blue Zoom sowie alle übrigen Spiele im Pay-TV bei blue Sport.
Ab der Saison 2024/25 werden die Free-TV-Spiele wieder auf den Sendern der SRG SSR zu sehen sein; dazu gehören neben dem Endspiel 16 weitere Partien. Die übrigen Partien werden weiterhin bei blue Sport im Pay-TV übertragen.

## Statistik

### Ranglisten
Erfolgreichster Verein in der Geschichte des Landesmeisterpokals ist Real Madrid mit fünfzehn Titeln. Vor allem in der frühen Geschichte der europäischen Wettbewerbe galt das „weiße Ballett“ um Alfredo Di Stéfano und Ferenc Puskás als unschlagbar und entschied von 1956 bis 1960 die ersten fünf Austragungen des Europapokals der Landesmeister allesamt für sich. Nach dem sechsten Erfolg von 1966 musste der Verein bis 1998 allerdings über 30 Jahre lang auf den nächsten Sieg warten. Etwas beständiger war die AC Mailand, die je zwei ihrer sieben Titel in den 1960ern, den 1990ern und den 2000ern sowie einmal in den 1980ern gewann. Neben Real Madrid, das mit den fünf Siegen zwischen 1956 und 1960 auch den Rekord an Siegen in Folge hält, verteidigten auch Ajax Amsterdam (1971 bis 1973) und der FC Bayern München (1974 bis 1976) den Titel mehrfach erfolgreich. Nach der Titelverteidigung durch die AC Mailand im Jahr 1990 ist dies erst Real Madrid 27 Jahre später, im Jahr 2017 erneut gelungen, was zugleich die erste Titelverteidigung in der Geschichte der UEFA Champions League darstellte.
Fünf Vereine gewannen den Titel bei ihrer ersten Teilnahme: Real Madrid (1955/56 bei der ersten Austragung), Inter Mailand (1963/64), Celtic Glasgow (1966/67), Nottingham Forest (1978/79, nach dem einzigen englischen Meistertitel) und Aston Villa (1981/82).
Betrachtet man eine Länderwertung, so gewannen bisher Vereine aus zehn Ländern den Wettbewerb. Die Klubs aus Spanien führen mit 20 Erfolgen diese Wertung an, gefolgt von den englischen Klubs mit 15 Titeln und den italienischen Klubs mit zwölf Titeln. England ist mit sechs Mannschaften auch das Land mit den meisten unterschiedlichen Siegerteams. Deutschland liegt mit acht Titeln und drei Mannschaften auf dem vierten Rang. Darauf folgen die Niederlande und Portugal mit sechs bzw. vier Erfolgen.
| Rang | Logo          | Klub                | Titel | Finalt. | Quote   |
| ---- | ------------- | ------------------- | ----- | ------- | ------- |
| 01   |               | Real Madrid         | 150   | 180     | 83,3 %  |
| 02   |               | AC Mailand          | 7     | 110     | 63,6 %  |
| 03   |               | FC Bayern München   | 6     | 110     | 54,5 %  |
| 04   |               | FC Liverpool        | 6     | 100     | 60 %    |
| 05   |               | FC Barcelona        | 5     | 8       | 62,5 %  |
| 06   |               | Ajax Amsterdam      | 4     | 6       | 66,7 %  |
| 07   | Inter Mailand | Inter Mailand       | 3     | 7       | 42,85 % |
| 08   |               | Manchester United   | 3     | 5       | 60 %    |
| 09   |               | Juventus Turin      | 2     | 9       | 22,2 %  |
| 10   |               | Benfica Lissabon    | 2     | 7       | 28,6 %  |
| 11   |               | FC Chelsea          | 2     | 3       | 66,7 %  |
| 12   |               | Nottingham Forest   | 2     | 2       | 100 %   |
|      |               | FC Porto            | 2     | 2       | 100 %   |
| 14   |               | Borussia Dortmund   | 1     | 3       | 33,3 %  |
| 15   |               | Steaua Bukarest     | 1     | 2       | 50 %    |
|      |               | Celtic Glasgow      | 1     | 2       | 50 %    |
|      |               | Hamburger SV        | 1     | 2       | 50 %    |
|      |               | Manchester City     | 1     | 2       | 50 %    |
|      |               | Olympique Marseille | 1     | 2       | 50 %    |
|      |               | Paris Saint-Germain | 1     | 2       | 50 %    |
| 21   |               | Feyenoord Rotterdam | 1     | 1       | 100 %   |
|      |               | Aston Villa         | 1     | 1       | 100 %   |
|      |               | PSV Eindhoven       | 1     | 1       | 100 %   |
|      |               | Roter Stern Belgrad | 1     | 1       | 100 %   |

| Rang | Land        | Titel | Klubs (kursiv: Finalisten ohne Titelgewinn)                                                                                              | Finalt. | Quote  |
| ---- | ----------- | ----- | --- | ------- | ------ |
| 1    | Spanien     | 20    | Real Madrid, FC Barcelona Atlético Madrid (3), FC Valencia (2)                                                                           | 31      | 64,5 % |
| 2    | England     | 15    | FC Liverpool, Manchester United, Nottingham Forest, FC Chelsea, Aston Villa, Manchester City Leeds United, Tottenham Hotspur, FC Arsenal | 26      | 57,7 % |
| 3    | Italien     | 12    | AC Mailand, Inter Mailand, Juventus Turin AC Florenz, AS Rom, Sampdoria Genua                                                            | 29      | 41,4 % |
| 4    | Deutschland | 08    | FC Bayern München, Hamburger SV, Borussia Dortmund Eintracht Frankfurt, Borussia Mönchengladbach, Bayer 04 Leverkusen                    | 19      | 42,1 % |
| 5    | Niederlande | 06    | Ajax Amsterdam, Feyenoord Rotterdam, PSV Eindhoven                                                                                       | 08      | 75 %   |
| 6    | Portugal    | 04    | Benfica Lissabon, FC Porto | 09      | 44,4 % |
| 7    | Frankreich  | 02    | Olympique Marseille, Paris Saint-Germain Stade Reims (2), AS Saint-Étienne, AS Monaco                                                    | 08      | 25 %   |
| 8    | Jugoslawien | 01    | Roter Stern Belgrad Partizan Belgrad | 02      | 50 %   |
|      | Rumänien    | 01    | Steaua Bukarest | 02      | 50 %   |
|      | Schottland  | 01    | Celtic Glasgow | 02      | 50 %   |

### Ewige Tabelle
Top 25
| Rg.                 |  | Verein                 | Saisons | Spiele | S.  | U.  | N.  | Tore      | Diff. | Punkte | Ø-Pkt. |
| ------------------- |  | ---------------------- | ------- | ------ | --- | --- | --- | --------- | ----- | ------ | ------ |
| 001.                |  | Real Madrid            | 55      | 503    | 302 | 085 | 116 | 1104:5580 | +546  | 991    | 1,97   |
| 002.                |  | FC Bayern München      | 41      | 408    | 244 | 081 | 083 | 856:404   | +452  | 813    | 1,99   |
| 003.                |  | FC Barcelona           | 35      | 363    | 212 | 079 | 072 | 730:381   | +349  | 715    | 1,97   |
| 004.                |  | Manchester United      | 31      | 299    | 161 | 070 | 068 | 545:299   | +246  | 553    | 1,85   |
| 005.                |  | Juventus Turin         | 38      | 311    | 157 | 073 | 081 | 491:312   | +179  | 544    | 1,75   |
| 006.                |  | FC Liverpool           | 28      | 258    | 150 | 050 | 058 | 490:234   | +256  | 500    | 1,94   |
| 007.                |  | AC Mailand             | 32      | 283    | 138 | 071 | 074 | 457:272   | +185  | 485    | 1,71   |
| 008.                |  | Benfica Lissabon       | 44      | 305    | 136 | 070 | 099 | 503:364   | +139  | 478    | 1,57   |
| 009.                |  | FC Porto               | 38      | 277    | 126 | 061 | 090 | 411:313   | +098  | 439    | 1,58   |
| 010.                |  | Ajax Amsterdam         | 39      | 247    | 112 | 064 | 071 | 396:282   | +114  | 400    | 1,62   |
| 011.                |  | Inter Mailand          | 26      | 228    | 112 | 060 | 056 | 326:227   | +099  | 396    | 1,74   |
| 012.                |  | FC Arsenal             | 23      | 225    | 115 | 047 | 063 | 382:236   | +146  | 392    | 1,74   |
| 013.                |  | Dynamo Kiew            | 40      | 260    | 107 | 057 | 096 | 363:321   | +042  | 378    | 1,45   |
| 014.                |  | FC Chelsea             | 19      | 201    | 104 | 053 | 044 | 342:181   | +161  | 365    | 1,82   |
| 015.                |  | Celtic Glasgow         | 39      | 238    | 105 | 044 | 089 | 357:302   | +055  | 359    | 1,51   |
| 016.                |  | Borussia Dortmund      | 23      | 197    | 096 | 038 | 063 | 335:244   | +091  | 326    | 1,65   |
| 017.                |  | Paris Saint-Germain    | 18      | 172    | 094 | 030 | 048 | 341:195   | +146  | 312    | 1,81   |
| 018.                |  | Atlético Madrid        | 20      | 180    | 089 | 044 | 047 | 271:179   | +092  | 311    | 1,73   |
| 019.                |  | PSV Eindhoven          | 32      | 211    | 079 | 052 | 080 | 295:276   | +019  | 289    | 1,37   |
| 020.                |  | Manchester City        | 15      | 139    | 077 | 028 | 034 | 294:164   | +130  | 259    | 1,86   |
| 021.                |  | RSC Anderlecht         | 34      | 200    | 070 | 044 | 086 | 282:320   | −038  | 254    | 1,27   |
| 022.                |  | FK Roter Stern Belgrad | 30      | 167    | 073 | 034 | 060 | 301:242   | +059  | 253    | 1,51   |
| 023.                |  | Dinamo Zagreb          | 26      | 170    | 072 | 035 | 063 | 256:240   | +016  | 251    | 1,48   |
| 024.                |  | Glasgow Rangers        | 34      | 179    | 065 | 044 | 070 | 249:260   | −011  | 239    | 1,34   |
| 025.                |  | Galatasaray Istanbul   | 29      | 191    | 063 | 046 | 082 | 239:301   | −062  | 235    | 1,23   |
| Stand: 31. Mai 2025 |  |                        |         |        |     |     |     |           |       |        |        |

### Rekordspieler
Der erste Rekordsieger des Landesmeistercups beziehungsweise der Champions League ist der Spanier Francisco Gento (1933–2022), welcher der Erfolgsmannschaft von Real Madrid bei deren ersten sechs Titelerfolgen angehörte. Von 1966 an hielt er 58 Jahre lang allein die Rekordmarke an gewonnenen Titeln, bis mit dem fünfzehnten Titelgewinn desselben Vereins 2024 die Landsleute Dani Carvajal, Nacho Fernandez, sowie der Kroate Luka Modrić und der Deutsche Toni Kroos mit ihm gleichziehen konnten.
Als bisher einziger Spieler hat der Niederländer Clarence Seedorf die Champions League mit drei verschiedenen Klubs gewonnen; 1995 mit Ajax Amsterdam, 1998 mit Real Madrid sowie 2003 und 2007 mit der AC Mailand.
| Titel | Spieler               | Klub(s)           | Jahre                              |
| ----- | --------------------- | ----------------- | ---------------------------------- |
| 6     | Dani Carvajal         | Real Madrid       | 2014, 2016, 2017, 2018, 2022, 2024 |
| 6     | Francisco Gento       | Real Madrid       | 1956, 1957, 1958, 1959, 1960, 1966 |
| 6     | Toni Kroos            | FC Bayern München | 2013                               |
| 6     | Toni Kroos            | Real Madrid       | 2016, 2017, 2018, 2022, 2024       |
| 6     | Luka Modrić           | Real Madrid       | 2014, 2016, 2017, 2018, 2022, 2024 |
| 6     | Nacho                 | Real Madrid       | 2014, 2016, 2017, 2018, 2022, 2024 |
| 5     | Juan Alonso           | Real Madrid       | 1956, 1957, 1958, 1959, 1960       |
| 5     | Gareth Bale           | Real Madrid       | 2014, 2016, 2017, 2018, 2022       |
| 5     | Karim Benzema         | Real Madrid       | 2014, 2016, 2017, 2018, 2022       |
| 5     | Casemiro              | Real Madrid       | 2014, 2016, 2017, 2018, 2022       |
| 5     | Alessandro Costacurta | AC Mailand        | 1989, 1990, 1994, 2003, 2007       |
| 5     | Cristiano Ronaldo     | Manchester United | 2008                               |
| 5     | Cristiano Ronaldo     | Real Madrid       | 2014, 2016, 2017, 2018             |
| 5     | Alfredo Di Stéfano    | Real Madrid       | 1956, 1957, 1958, 1959, 1960       |
| 5     | Rafael Lesmes         | Real Madrid       | 1956, 1957, 1958, 1959, 1960       |
| 5     | Paolo Maldini         | AC Mailand        | 1989, 1990, 1994, 2003, 2007       |
| 5     | Marcelo               | Real Madrid       | 2014, 2016, 2017, 2018, 2022       |
| 5     | Enrique Mateos        | Real Madrid       | 1956, 1957, 1958, 1959, 1960       |
| 5     | Marquitos             | Real Madrid       | 1956, 1957, 1958, 1959, 1960       |
| 5     | Héctor Rial           | Real Madrid       | 1956, 1957, 1958, 1959, 1960       |
| 5     | Lucas Vázquez         | Real Madrid       | 2016, 2017, 2018, 2022, 2024       |
| 5     | José María Zárraga    | Real Madrid       | 1956, 1957, 1958, 1959, 1960       |

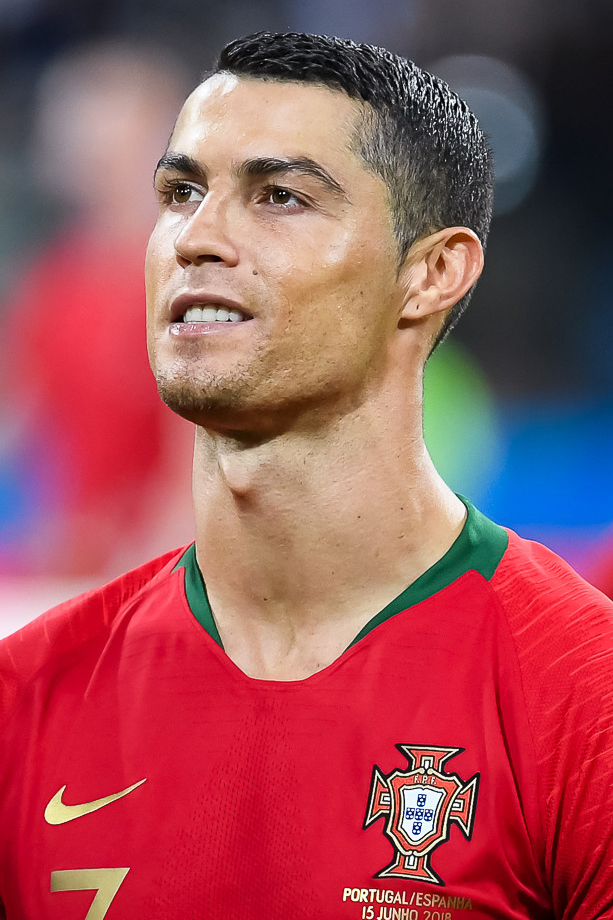
Rekordspieler: Cristiano Ronaldo

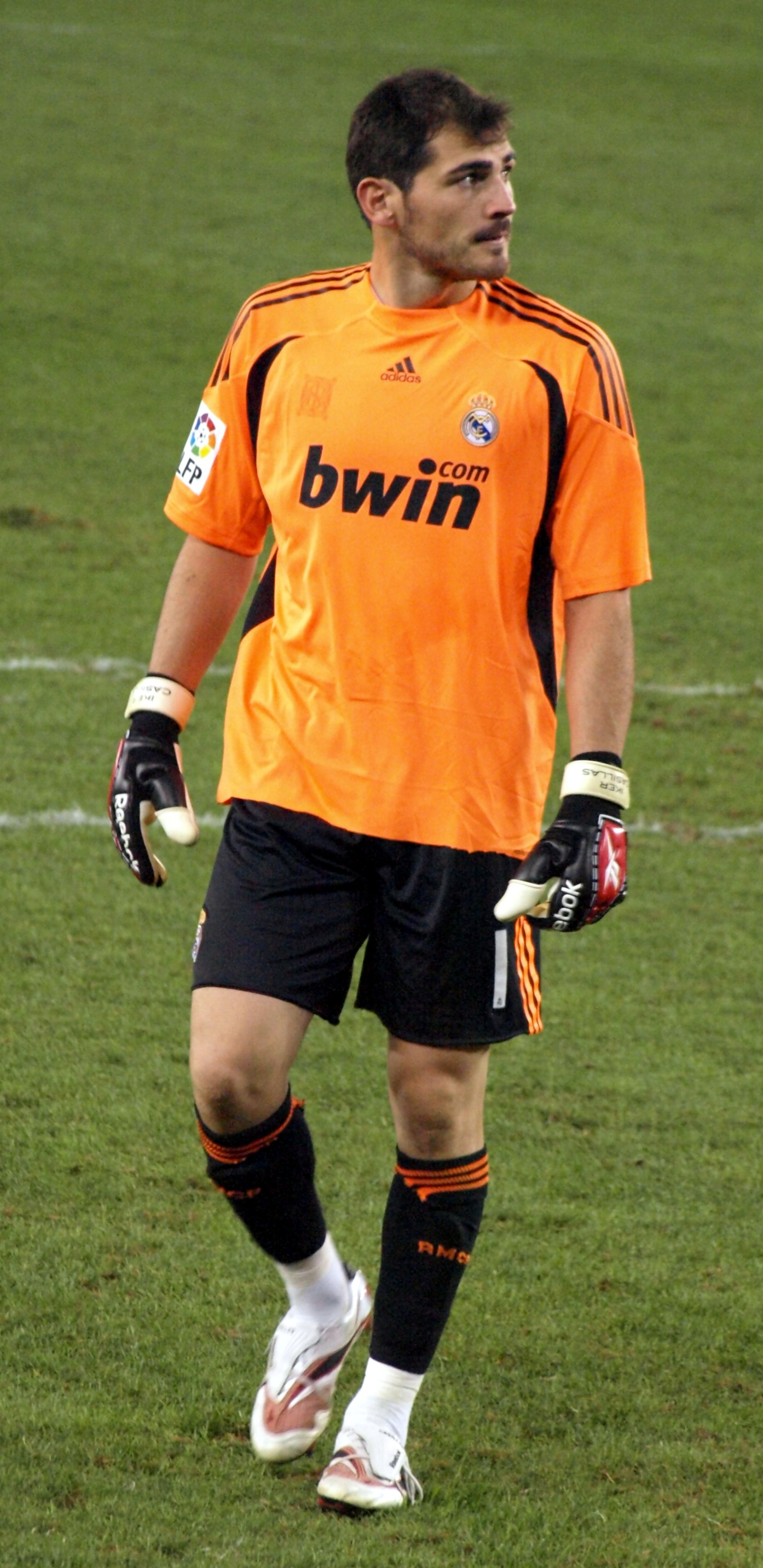
177 Einsätze: Iker Casillas

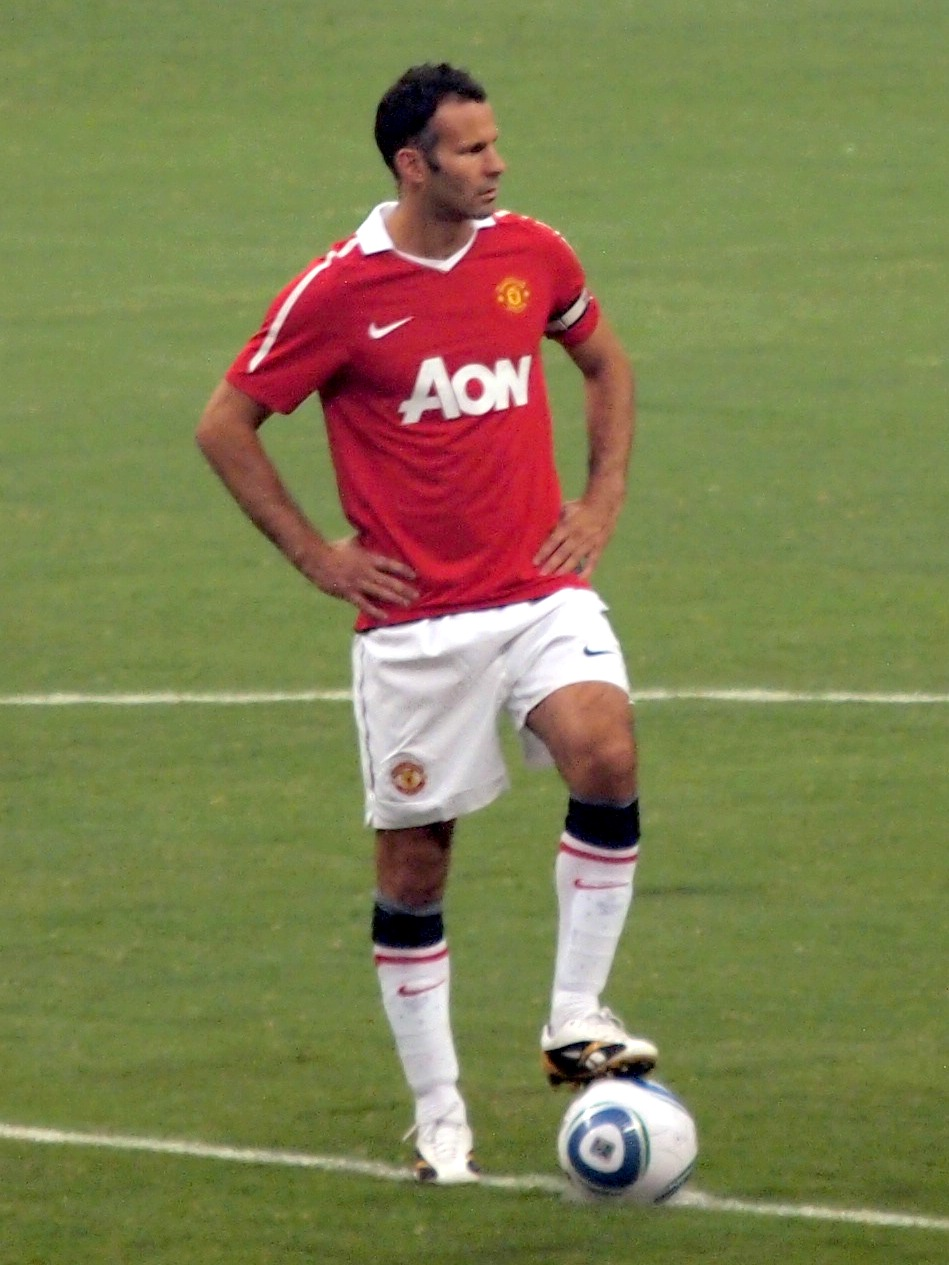
Die meisten Saisonteilnahmen: Ryan Giggs

Die Statistik der meisten Einsätze in der Champions League wird von Spielern angeführt, die nach 1992 aktiv waren oder sind, da der veränderte Austragungsmodus zu deutlich mehr Spielen pro Saison führt als vorher im K.-o.-System. Führend in dieser Statistik ist Cristiano Ronaldo vor Iker Casillas. Paolo Maldini hält mit 19 Spielen weiterhin den Rekord mit den meisten Einsätzen in einer Saison, als er 2002/03 in jedem Spiel der AC Mailand von der Qualifikation bis zum Finale auf dem Platz stand. Iker Casillas und Ryan Giggs halten mit 20 Saisonteilnahmen den Rekord für die meisten Teilnahmen.

| 01                        | Cristiano Ronaldo    | 183 | 2003 | 2022    |
| 02                        | Iker Casillas        | 177 | 1999 | 2019    |
| 03                        | Lionel Messi         | 163 | 2004 | 2023    |
| 0                         | Thomas Müller        | 163 | 2009 | 2025    |
| 05                        | Karim Benzema        | 152 | 2005 | 2023    |
| 06                        | Toni Kroos           | 151 | 2008 | 2024    |
| 0                         | Xavi                 | 151 | 1998 | 2015    |
| 08                        | Manuel Neuer         | 150 | 2007 | –aktiv– |
| 09                        | Ryan Giggs           | 145 | 1993 | 2014    |
| 10                        | Luka Modrić          | 142 | 2010 | –aktiv– |
|                           | Sergio Ramos         | 142 | 2005 | 2023    |
|                           | Raúl                 | 142 | 1995 | 2011    |
| 13                        | Paolo Maldini        | 135 | 1988 | 2008    |
| 14                        | Robert Lewandowski   | 133 | 2011 | –aktiv– |
| 15                        | Andrés Iniesta       | 130 | 2002 | 2018    |
| 16                        | Sergio Busquets      | 129 | 2008 | 2022    |
| 17                        | Gerard Piqué         | 128 | 2004 | 2022    |
| 18                        | Clarence Seedorf     | 125 | 1994 | 2012    |
| 19                        | Gianluigi Buffon     | 124 | 1997 | 2020    |
|                           | Zlatan Ibrahimović   | 124 | 2002 | 2021    |
|                           | Paul Scholes         | 124 | 1994 | 2012    |
| 22                        | David Alaba          | 122 | 2010 | –aktiv– |
| 23                        | Pepe                 | 120 | 2004 | 2024    |
|                           | Roberto Carlos       | 120 | 1997 | 2008    |
| 25                        | Xabi Alonso          | 119 | 2003 | 2017    |
| 26                        | Ángel Di María       | 116 | 2007 | 2025    |
| 27                        | Carles Puyol         | 115 | 1999 | 2013    |
| 28                        | Thierry Henry        | 112 | 1997 | 2012    |
|                           | Philipp Lahm         | 112 | 2002 | 2017    |
| 30                        | Dani Alves           | 111 | 2007 | 2019    |
|                           | Petr Čech            | 111 | 2001 | 2016    |
| 32                        | Gary Neville         | 110 | 1993 | 2010    |
|                           | Arjen Robben         | 110 | 2002 | 2018    |
| 34                        | John Terry           | 109 | 2003 | 2015    |
| 35                        | Ashley Cole          | 108 | 2000 | 2014    |
|                           | Patrice Evra         | 108 | 2003 | 2016    |
|                           | Andrea Pirlo         | 108 | 1998 | 2015    |
| 38                        | David Beckham        | 107 | 1994 | 2013    |
|                           | İlkay Gündoğan       | 107 | 2011 | –aktiv– |
|                           | Marquinhos           | 107 | 2013 | –aktiv– |
| 41                        | Víctor Valdés        | 106 | 2002 | 2014    |
| 42                        | Antoine Griezmann    | 105 | 2013 | –aktiv– |
|                           | Frank Lampard        | 105 | 2003 | 2015    |
|                           | Thiago Silva         | 105 | 2009 | 2023    |
| 45                        | Cesc Fàbregas        | 104 | 2004 | 2018    |
| 46                        | Fernandinho          | 103 | 2006 | 2022    |
|                           | Luís Figo            | 103 | 1997 | 2009    |
|                           | Oliver Kahn          | 103 | 1994 | 2007    |
| 49                        | Koke                 | 102 | 2011 | –aktiv– |
|                           | Marcelo              | 102 | 2007 | 2022    |
| 51                        | Andrij Schewtschenko | 100 | 1994 | 2009    |
| Stand: Saisonende 2024/25 |                      |     |      |         |

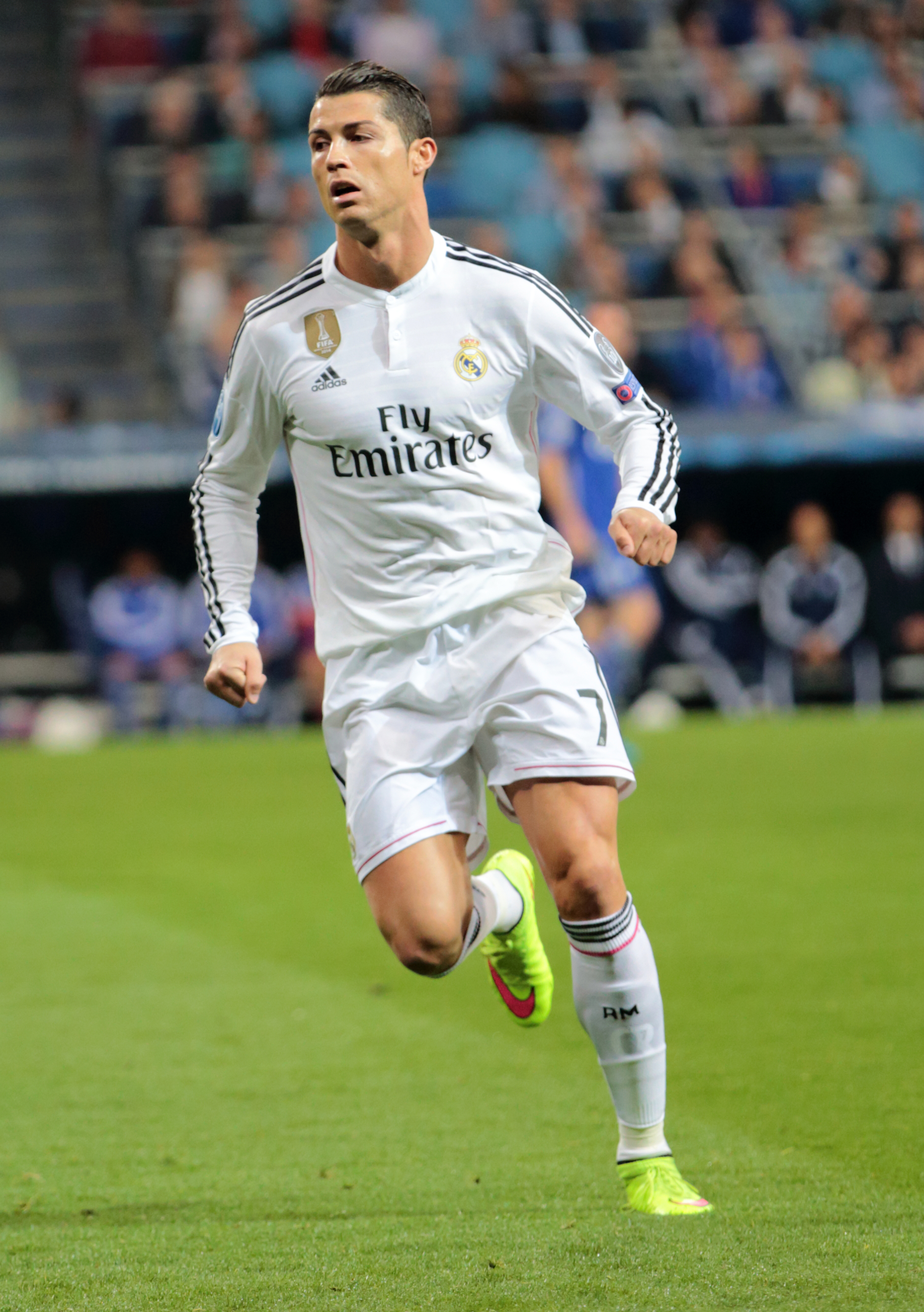
Rekordtorschütze Cristiano Ronaldo

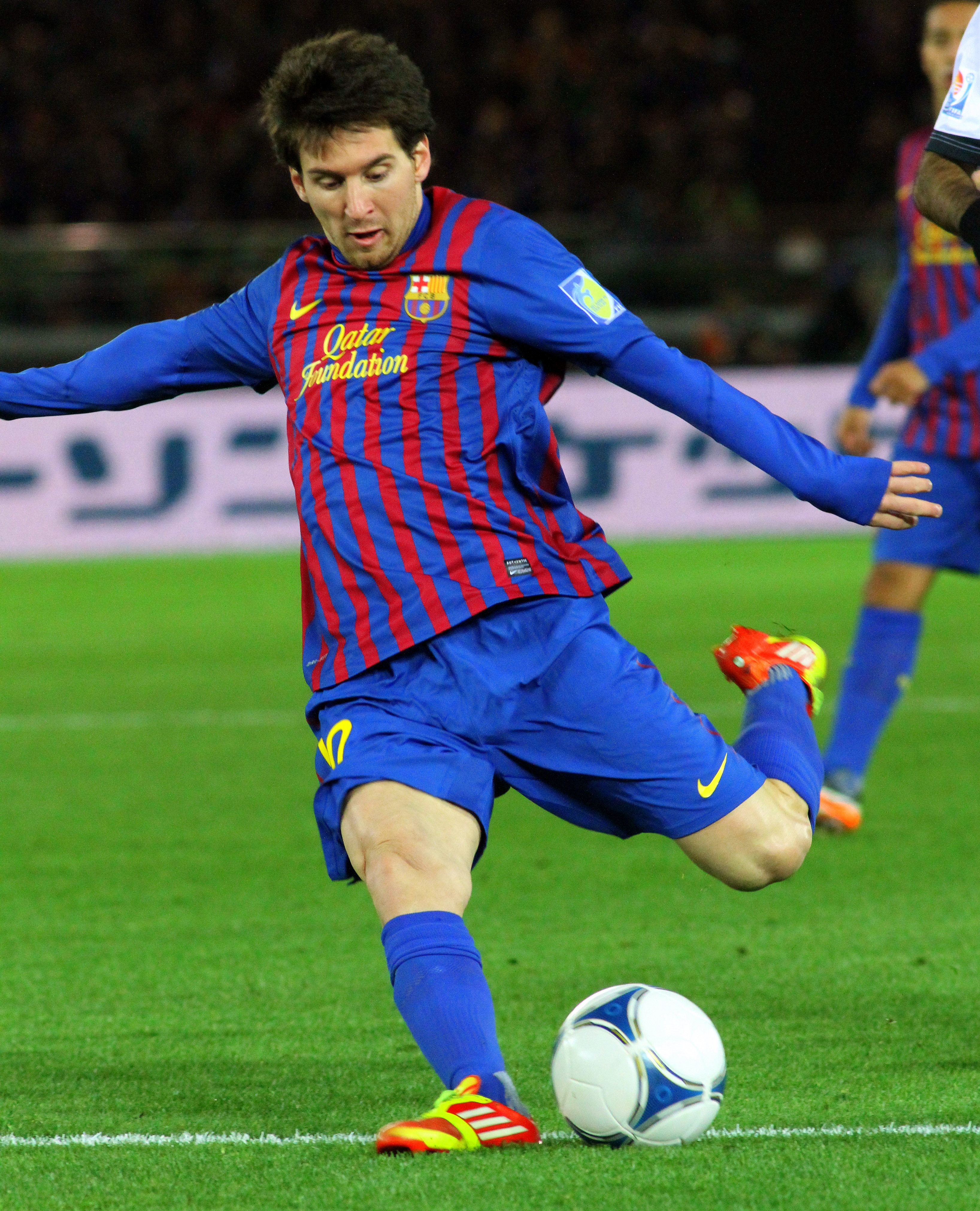
Lionel Messi

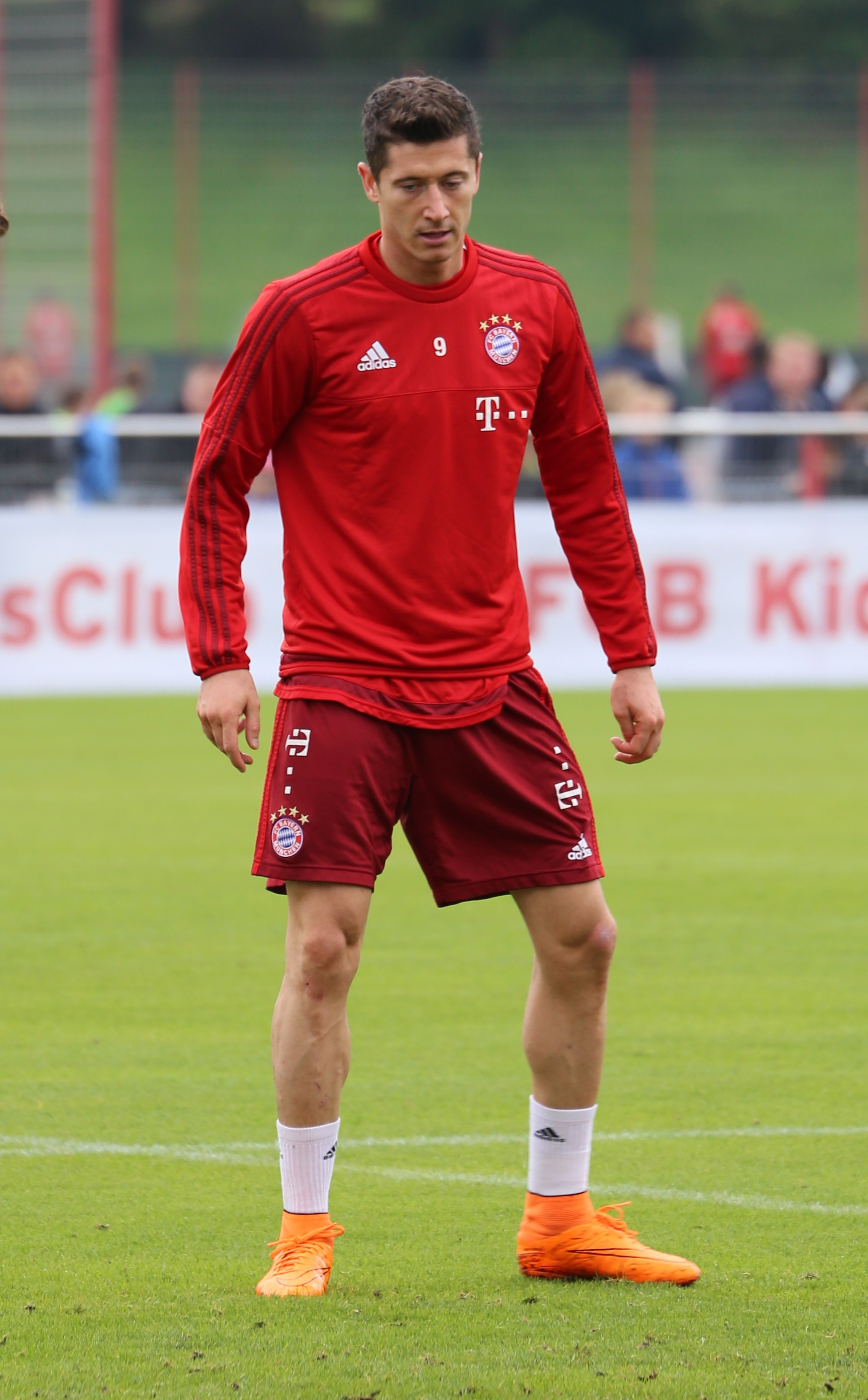
Robert Lewandowski

Führend in der Liste der Torjäger ist der Portugiese Cristiano Ronaldo vor dem Argentinier Lionel Messi und dem Polen Robert Lewandowski. Aus der Zeit des Europapokals der Landesmeister sind mit Di Stéfano, Eusébio, Puskás, Gerd Müller und Gento fünf der prominentesten Fußballer Europas vertreten. Erling Haaland weist mit einer Quote von 1,02 Toren pro Spiel den Topwert der 30 erfolgreichsten Torschützen auf. 5 der 10 erfolgreichsten Torschützen trugen bzw. tragen das Trikot von Real Madrid (Cristiano Ronaldo, Karim Benzema, Raúl, Ruud van Nistelrooy und Kylian Mbappé). (Stand: 13. März 2025).
| Rang                      | Spieler              | Tore | Spiele | Quote | Erstes Spiel | Letztes Spiel |
| ------------------------- | -------------------- | ---- | ------ | ----- | ------------ | ------------- |
| 01                        | Cristiano Ronaldo    | 140  | 183    | 0,77  | 2003         | 2022          |
| 02                        | Lionel Messi         | 129  | 163    | 0,79  | 2004         | 2023          |
| 03                        | Robert Lewandowski   | 105  | 133    | 0,79  | 2011         | –aktiv–       |
| 04                        | Karim Benzema        | 090  | 152    | 0,59  | 2005         | 2023          |
| 05                        | Raúl                 | 071  | 142    | 0,50  | 1995         | 2011          |
| 06                        | Thomas Müller        | 057  | 163    | 0,35  | 2009         | 2025          |
| 07                        | Ruud van Nistelrooy  | 056  | 073    | 0,77  | 1998         | 2009          |
| 08                        | Kylian Mbappé        | 055  | 086    | 0,64  | 2016         | –aktiv–       |
| 09                        | Thierry Henry        | 050  | 112    | 0,45  | 1997         | 2012          |
| 10                        | Erling Haaland       | 049  | 048    | 1,02  | 2019         | –aktiv–       |
| 11                        | Alfredo Di Stéfano   | 049  | 058    | 0,84  | 1955         | 1964          |
| 12                        | Andrij Schewtschenko | 048  | 100    | 0,48  | 1994         | 2009          |
| 13                        | Zlatan Ibrahimović   | 048  | 124    | 0,39  | 2002         | 2021          |
| 14                        | Mohamed Salah        | 047  | 088    | 0,53  | 2013         | –aktiv–       |
| 15                        | Eusébio              | 046  | 065    | 0,71  | 1961         | 1973          |
| 16                        | Filippo Inzaghi      | 046  | 081    | 0,57  | 1997         | 2010          |
| 17                        | Didier Drogba        | 044  | 092    | 0,48  | 2003         | 2015          |
| 18                        | Neymar               | 043  | 081    | 0,53  | 2013         | 2023          |
| 19                        | Alessandro Del Piero | 042  | 089    | 0,47  | 1995         | 2009          |
| 20                        | Antoine Griezmann    | 042  | 105    | 0,40  | 2013         | –aktiv–       |
| 21                        | Sergio Agüero        | 041  | 079    | 0,52  | 2008         | 2021          |
| 22                        | Harry Kane           | 040  | 057    | 0,70  | 2016         | –aktiv–       |
| 23                        | Ferenc Puskás        | 036  | 041    | 0,88  | 1956         | 1965          |
| 24                        | Edinson Cavani       | 035  | 070    | 0,50  | 2011         | 2022          |
| 25                        | Gerd Müller          | 034  | 035    | 0,97  | 1969         | 1976          |
| 26                        | Fernando Morientes   | 033  | 093    | 0,35  | 1997         | 2009          |
| 27                        | Arjen Robben         | 031  | 110    | 0,28  | 2002         | 2018          |
| 28                        | Samuel Eto’o         | 030  | 078    | 0,38  | 1999         | 2014          |
| 29                        | Wayne Rooney         | 030  | 085    | 0,35  | 2004         | 2015          |
| 30                        | Kaká                 | 030  | 086    | 0,35  | 2003         | 2014          |
| 31                        | Francisco Gento      | 030  | 089    | 0,34  | 1955         | 1969          |
| Stand: Saisonende 2024/25 |                      |      |        |       |              |               |

#### Altersrekorde
Der bisher jüngste Spieler, der in der Champions League zum Einsatz kam, ist Youssoufa Moukoko. Er wurde am 8. Dezember 2020 beim Spiel seines Vereins Borussia Dortmund bei Zenit St. Petersburg (Ergebnis 2:1) als Einwechselspieler eingesetzt und war zu diesem Zeitpunkt 16 Jahre und 18 Tage alt. Damit löste er Celestine Babayaro ab, der den Rekord seit 1994 mit 16 Jahren, 2 Monaten und 26 Tagen gehalten hatte. Warren Zaïre-Emery (Paris Saint-Germain) war hingegen am 14. Februar 2023 beim 0:1 seiner Mannschaft gegen den FC Bayern München mit 16 Jahren, elf Monaten und sechs Tagen der bis dato jüngste in einer K.-o.-Runde eingesetzte Akteur. Zaïre-Emery folgte auf den Litauer Tomas Žvirgždauskas, der mit 17 Jahren, fünf Monaten und 29 Tagen im September 1992 in der ersten Runde gegen die PSV Eindhoven für Žalgiris Vilnius auflief.
Der jüngste Spieler, der in der Champions League ein Tor erzielte, ist Ansu Fati vom FC Barcelona. Er erzielte am 10. Dezember 2019 bei einem 2:1-Sieg gegen Inter Mailand im Alter von 17 Jahren und 40 Tagen den Siegtreffer und übertraf damit die bisherige Rekordmarke von Peter Ofori-Quaye, der am 1. Oktober 1997 mit 17 Jahren und 195 Tagen für Olympiakos Piräus gegen Rosenborg Trondheim erfolgreich war.
Der bisher älteste Spieler, der in der Champions League zum Einsatz kam, ist Marco Ballotta von Lazio Rom, der am 11. Dezember 2007 im Gruppenspiel gegen Real Madrid eingesetzt wurde und zu diesem Zeitpunkt 43 Jahre und 253 Tage alt war. Am 25. Oktober 2023 wurde Pepe mit 40 Jahren und 241 Tagen beim 4:1 Gruppensieg gegen Royal Antwerpen zum ältesten Feldspieler in der UEFA Champions League und brach damit den Rekord, den zuvor Alessandro Costacurta, mit 40 Jahren und 211 Tagen, 17 Jahre lang gehalten hatte. Der älteste Spieler in einem Champions-League-Finale ist Edwin van der Sar von Manchester United. Er spielte das Finale am 28. Mai 2011 über die volle Spieldauer. Es war sein letztes Spiel als Profifußballer. Beim Spiel gegen den FC Barcelona (Ergebnis 1:3) war er 40 Jahre und 211 Tage alt.
Bei Oleksandr Schowkowskyj lagen zwischen seinem ersten CL-Spiel am 14. September 1994 und seinem letzten am 13. September 2016 22 Jahre.
Der älteste Spieler, der in der Champions League ein Tor erzielte, ist Pepe vom FC Porto. Er traf am 7. November 2023 im Rahmen eines Gruppenspiels gegen Royal Antwerpen im Alter von 40 Jahren, 8 Monaten und 12 Tagen zum 2:0-Endstand und übertraf damit die bisherige Rekordmarke von Francesco Totti, der im November 2014 mit 38 Jahren und 59 Tagen für die AS Rom gegen ZSKA Moskau ein Tor erzielt hatte.

#### Spielerrekorde
- Häufigster Torschützenkönig: Cristiano Ronaldo – 7
- Meiste Tore innerhalb einer Saison: Cristiano Ronaldo – 17 (2013/14)
- Meiste Tore in der Gruppenphase: Lionel Messi – 78[55]
- Meiste Tore in der Gruppenphase einer Saison: Cristiano Ronaldo – 11 (2015/16)[56]
- Mindestens ein Tor in jedem Gruppenspiel einer Saison: Cristiano Ronaldo (2017/18),[57] Sébastien Haller (2021/22)
- Meiste Tore in der K.-o.-Phase: Cristiano Ronaldo – 67[58]
- Meiste Tore in der K.-o.-Phase einer Saison: 10 – Cristiano Ronaldo (2016/17), Karim Benzema (2021/22)
- Meiste Tore in einem Spiel: Lionel Messi, Luiz Adriano, Erling Haaland – 5
- Meiste Dreierpacks: Lionel Messi, Cristiano Ronaldo – 8[59]
- Meiste Freistoßtore: Cristiano Ronaldo – 12[60]
- Meiste Elfmetertore: Cristiano Ronaldo, Robert Lewandowski – 19[61]
- Beste Torquote: Erling Haaland – 1,00
- Schnellstes Tor: Roy Makaay – 10,12 Sekunden[62]
- Schnellster Hattrick: Mohamed Salah – 6:12 Minuten[63]
- Jüngster Spieler mit 50 Siegen: Thomas Müller[64]
- Jüngster Spieler mit 30 Einsätzen: Cesc Fàbregas (20 Jahre, 207 Tage)[65]

### Anzahl Tore
- Im Zeitraum der Champions League (seit 1992) sind bislang (Stand: 29. November 2023) mehr als 10.000 Tore erzielt worden.[66] Der 10.000 Treffer zum 1:0 gelang dem Spanier Sergio Ramos in seinem 130. Spiel bei der 2:3-Niederlage für den FC Sevilla gegen die PSV Eindhoven am 29. November 2023.[67] Die Tore während der Qualifikation zur Gruppenphase sind nicht enthalten.

### Längste Serie in Gruppenspielen
- Der FC Bayern München war von 2017 bis 2024 in 41 Champions-League-Gruppenspielen in Folge ohne Niederlage und führt damit vor Real Madrid, das zwischen 2012 und 2017 in 30 aufeinanderfolgenden Partien ungeschlagen war.[68][69][70]

### Höchste Siege
| Runde                        | Saison    | Sieger              | Ergebnis | Verlierer         |
| ---------------------------- | --------- | ------------------- | -------- | ----------------- |
| Qualifikation                | 2011/12   | HJK Helsinki        | 10:00    | Bangor City       |
| Vorrunde                     | 1956/57   | Manchester United   | 10:00    | RSC Anderlecht    |
| Vorrunde                     | 1962/63   | Ipswich Town        | 10:00    | FC Floriana       |
| Vorrunde                     | 1965/66   | Benfica Lissabon    | 10:00    | Stade Dudelange   |
| 1. Runde 1                   | 1973/74   | Dinamo Bukarest     | 11:00    | Crusaders FC      |
| 2. Runde 1                   | 1979/80   | Ajax Amsterdam      | 10:00    | Omonia Nikosia    |
| 1. Gruppenphase 2            | 2007/08   | FC Liverpool        | 8:0      | Beşiktaş Istanbul |
| 1. Gruppenphase 2            | 2015/16   | Real Madrid         | 8:0      | Malmö FF          |
| 2. Gruppenphase 3            | 1999/2000 | FC Barcelona        | 5:0      | Sparta Prag       |
| 2. Gruppenphase 3            | 2000/01   | FC Valencia         | 5:0      | SK Sturm Graz     |
| Play-offs zum Achtelfinale 4 | 2024/25   | Paris Saint-Germain | 7:0      | Stade Brest       |
| Achtelfinale 5               | 2011/12   | FC Bayern München   | 7:0      | FC Basel          |
| Achtelfinale 5               | 2014/15   | FC Bayern München   | 7:0      | Schachtar Donezk  |
| Achtelfinale 5               | 2018/19   | Manchester City     | 7:0      | FC Schalke 04     |
| Achtelfinale 5               | 2022/23   | Manchester City     | 7:0      | RB Leipzig        |
| Viertelfinale                | 1957/58   | Real Madrid         | 8:0      | FC Sevilla        |
| Halbfinale                   | 1963/64   | Real Madrid         | 6:0      | FC Zürich         |
| Finale                       | 2024/25   | Paris Saint-Germain | 5:0      | Inter Mailand     |

### Schnellste Tore
Das am schnellsten erzielte Tor in der Champions League gelang dem Niederländer Roy Makaay am 7. März 2007 im Achtelfinalspiel des FC Bayern München gegen Real Madrid. Nur 10,12 s vergingen nach dem Anpfiff. Das schnellste Tor in einem Finale erzielte Paolo Maldini am 25. Mai 2005 für die AC Mailand gegen den FC Liverpool nach nur 50 Sekunden. Das zweitschnellste Finaltor gelang Mohamed Salah am 1. Juni 2019 für den FC Liverpool im Spiel gegen Tottenham Hotspur durch einen Elfmeter nach 108 s, wobei das dafür verantwortliche Handspiel bereits nach 23 s gepfiffen wurde.
| Rang | Spieler              | Klub              | Zeit [s] | Gegner              | Datum              | Phase         |
| ---- | -------------------- | ----------------- | -------- | ------------------- | ------------------ | ------------- |
| 1    | Roy Makaay           | FC Bayern München | 10,12    | Real Madrid         | 7. März 2007       | Achtelfinale  |
| 2    | Jonas                | FC Valencia       | 10,96    | Bayer 04 Leverkusen | 1. November 2011   | Vorrunde      |
| 3    | Gilberto Silva       | FC Arsenal        | 20,07    | PSV Eindhoven       | 25. September 2002 | Vorrunde      |
| 4    | Alessandro Del Piero | Juventus Turin    | 20,12    | Manchester United   | 1. Oktober 1997    | Vorrunde      |
| 5    | Clarence Seedorf     | AC Mailand        | 21,06    | FC Schalke 04       | 28. September 2005 | Vorrunde      |
| 6    | Alexandre Pato       | AC Mailand        | 24,00    | FC Barcelona        | 13. September 2011 | Vorrunde      |
| 7    | David Alaba          | FC Bayern München | 25,02    | Juventus Turin      | 2. April 2013      | Viertelfinale |
| 8    | Marek Kincl          | SK Rapid Wien     | 25,20    | FC Brügge           | 2. November 2005   | Vorrunde      |
| 9    | Dejan Stanković      | Inter Mailand     | 25,54    | FC Schalke 04       | 5. April 2011      | Viertelfinale |
| 10   | Mariano Bombarda     | Willem II Tilburg | 28,21    | Sparta Prag         | 20. Oktober 1999   | Vorrunde      |

### Stadtderbys
Zehnmal kam es in der Champions League bzw. dem Europapokal der Landesmeister bisher zu einem Stadtderby: fünfmal zum Madrider Derby (Derbi madrileño) und viermal zum Mailänder Derby (Derby della Madonnina) sowie einmal zur Begegnung zwischen den Londoner Vereinen Arsenal und FC Chelsea.
Im bis 1991/92 ausgetragenen Europapokal der Landesmeister war ein Stadtderby nahezu unmöglich, weil aus einem Land nur der jeweilige Meister teilnahmeberechtigt war. Zu der Konstellation, dass zwei Mannschaften aus demselben Land starteten, kam es lediglich, wenn der Titelverteidiger in der Vorsaison nicht nationaler Meister wurde, sodass der Meister jenes Landes neben dem Titelverteidiger im Wettbewerb vertreten war. Da Real Madrid das Turnier in den ersten fünf Jahren permanent gewann, kam es bereits im Viertelfinale der Saison 1957/58 zu einem innerspanischen Duell zwischen Real Madrid und dem FC Sevilla, das die „Königlichen“ mit dem Gesamtergebnis von 10:2 zu ihren Gunsten entschieden.
In der darauf folgenden Saison 1958/59 kam es im Halbfinale mit dem Derbi madrileño erstmals in der Geschichte des Europapokals zu einem Stadtderby. Real Madrid gewann das Heimspiel mit 2:1 und unterlag anschließend bei Atlético mit 0:1. Weil damals die Auswärtstorregel noch nicht galt, wurde ein zusätzliches Spiel im Estadio La Romareda von Saragossa erforderlich, das Real Madrid nochmals mit 2:1 gewann. 55 Jahre später kam es gleich vier Jahre in Folge zum Derbi madrileño. Im Finale der UEFA-Champions-League 2014 konnte sich Real Madrid mit 4:1 n. V. durchsetzen. Es war zugleich das erste Mal in der Geschichte des Fußball-Europapokals, dass sich zwei Mannschaften aus derselben Stadt in einem Finale gegenüberstanden. Gleich in der darauf folgenden Saison trafen die beiden Teams erneut aufeinander, diesmal bereits im Viertelfinale. Auch dieses Duell konnte Real nach einem 0:0 im Hinspiel durch ein spätes 1:0 im Bernabéu für sich entscheiden. 2016 standen sich beide Teams im Finale in Mailand gegenüber. Auch diesmal konnte sich Real Madrid durchsetzen, benötigte dazu aber das Elfmeterschießen. 2017 trafen sich beide Klubs aus Madrid im Halbfinale, das Real Madrid für sich entscheiden konnte. Die Königlichen gewannen nach Hin- und Rückspiel mit 4:2 und konnten sich am Ende sogar zum Titelverteidiger krönen.
Außerdem kam es in den drei aufeinanderfolgenden Spielzeiten zwischen 2002/03 und 2004/05 jeweils zu einem Stadtderby. Dabei konnte sich sowohl im Halbfinale der Champions League 2002/03, das die AC Mailand für sich entschied und im darauffolgenden inneritalienischen Finale gegen Juventus Turin den Gewinn des sechsten Europapokaltitels der Vereinsgeschichte feiern konnte, als auch im Viertelfinale der Champions League 2004/05 Milan gegen seinen Stadtrivalen Inter Mailand durchsetzen. In der insgesamt vierten Begegnung kam es beim Stand von 1:0 für Milan zu einem Spielabbruch, nachdem zuvor Milans Torhüter Dida von einem Feuerwerkskörper an der Schulter getroffen worden war und nicht mehr weiterspielen konnte. Das Spiel wurde anschließend von der UEFA mit 3:0 für Milan gewertet. Im Halbfinale der Champions League 2022/23 kam es erneut und bisher zum letzten Mal zu einem Aufeinandertreffen der beiden Mailänder Clubs, hierbei konnte sich zum ersten Mal Inter Mailand durchsetzen, mit einem 3:0 nach Hin- und Rückspiel konnte man den Stadtrivalen bezwingen. Im Viertelfinale der dazwischen liegenden UEFA Champions League 2003/04 setzte sich der FC Chelsea gegen den FC Arsenal durch.

### Die erfolgreichsten Trainer
Nur Carlo Ancelotti gelang es, als Trainer fünfmal den Wettbewerb zu gewinnen. Bob Paisley, Zinédine Zidane und zuletzt Pep Guardiola waren in dieser Funktion dreimal erfolgreich; 17 weitere Trainer gewannen den Titel zweimal.
Sieben Trainer haben mit zwei unterschiedlichen Vereinen die UEFA Champions League bzw. ihren Vorgängerwettbewerb gewonnen: Ernst Happel mit Feyenoord Rotterdam und dem Hamburger SV (1970 und 1983), Ottmar Hitzfeld mit Borussia Dortmund und Bayern München (1997 und 2001), José Mourinho mit dem FC Porto und Inter Mailand (2004 und 2010), Jupp Heynckes mit Real Madrid und Bayern München (1998 und 2013), Carlo Ancelotti mit der AC Mailand und Real Madrid (2003, 2007, 2014, 2022 und 2024), Pep Guardiola mit dem FC Barcelona und Manchester City (2009, 2011 und 2023) sowie Luis Enrique mit dem FC Barcelona und Paris Saint-Germain (2015 und 2025).
Sowohl als Spieler als auch als Trainer gewannen den Titel Miguel Muñoz, Giovanni Trapattoni, Johan Cruyff, Carlo Ancelotti, Frank Rijkaard, Zinédine Zidane und Pep Guardiola.

## Spielball
Als Spielball werden seit der Saison 2000/01 Bälle von adidas mit dem Namen Adidas Finale verwendet. Diese haben seit der Spielzeit 2001/02 ein extra für die Champions League angepasstes Design, so zieren die Sterne des Champions-League-Logos den Ball mit saisonal wechselnden Farben. Seit dem Finale 2008 wird zudem der Ball des Endspiels mit einem andersfarbigen Untergrund hinterlegt, so war dieser 2008 silbern und 2009 golden.

## Vereine, die nicht als Meister den Wettbewerb gewannen
1956/57: Real Madrid – Dritter der Primera División 1955/56, Teilnahme als Titelverteidiger
1959/60: Real Madrid – Zweiter der Primera División 1958/59, Teilnahme als Titelverteidiger
1964/65: Inter Mailand – Zweiter der Serie A 1963/64, Teilnahme als Titelverteidiger
1971/72: Ajax Amsterdam – Zweiter der Eredivisie 1970/71, Teilnahme als Titelverteidiger
1975/76: FC Bayern München – Zehnter der Bundesliga 1974/75, Teilnahme als Titelverteidiger
1979/80: Nottingham Forest – Zweiter der First Division 1978/79, Teilnahme als Titelverteidiger
1989/90: AC Mailand – Dritter der Serie A 1988/89, Teilnahme als Titelverteidiger
1998/99: Manchester United – Zweiter der Premier League 1997/98, Einstieg in der 2. Qualifikationsrunde
1999/2000: Real Madrid – Zweiter der Primera División 1998/99
2002/03: AC Mailand – Vierter der Serie A 2001/02, Einstieg in der 3. Qualifikationsrunde
2004/05: FC Liverpool – Vierter der Premier League 2003/04, Einstieg in der 3. Qualifikationsrunde
2006/07: AC Mailand – ursprünglich Zweiter der Serie A 2005/06, aufgrund des Manipulationsskandals auf Platz 3 zurückgestuft, Einstieg in der 3. Qualifikationsrunde
2008/09: FC Barcelona – Dritter der Primera División 2007/08, Einstieg in der 3. Qualifikationsrunde
2011/12: FC Chelsea – Zweiter der Premier League 2010/11
2012/13: FC Bayern München – Zweiter der Bundesliga 2011/12
2013/14: Real Madrid – Zweiter der Primera División 2012/13
2014/15: FC Barcelona – Zweiter der Primera División 2013/14
2015/16: Real Madrid – Zweiter der Primera División 2014/15
2016/17: Real Madrid – Zweiter der Primera División 2015/16
2018/19: FC Liverpool – Vierter der Premier League 2017/18
2020/21: FC Chelsea – Vierter der Premier League 2019/20
2021/22: Real Madrid – Zweiter der Primera División 2020/21
2023/24: Real Madrid – Zweiter der Primera División 2022/23

## Varia
Für den Europapokal der Landesmeister, bis einschließlich der Saison 1991/92, wird der gesamte Wettbewerb betrachtet, für die Champions League ab der Saison 1992/93 nur die Daten ab der Gruppenphase.
| Saison                | Klubs (Gruppen- phase) | Klubs (Gesamt) | Spiele | Tore | ⌀    | Zuschauer | ⌀      | Gelbe Karten | ⌀    | Gelb-Rote Karten | ⌀    | Platzverweise/Rote Karten | ⌀    |
| --------------------- | ---------------------- | -------------- | ------ | ---- | ---- | --------- | ------ | ------------ | ---- | ---------------- | ---- | ------------------------- | ---- |
| 1955/56               |                        | 16             | 29     | 127  | 4,38 | 900.021   | 31.035 |              |      |                  |      | 0                         | 0,00 |
| 1956/57               |                        | 22             | 44     | 170  | 3,86 | 1.836.978 | 41.750 |              |      |                  |      | 2*                        | 0,05 |
| 1957/58               |                        | 24             | 48     | 189  | 3,94 | 1.883.587 | 39.241 |              |      |                  |      | 4*                        | 0,08 |
| 1958/59               |                        | 26             | 55     | 199  | 3,62 | 1.980.818 | 36.015 |              |      |                  |      | 4*                        | 0,07 |
| 1959/60               |                        | 26             | 52     | 218  | 4,19 | 2.355.568 | 45.299 |              |      |                  |      | 1*                        | 0,02 |
| 1960/61               |                        | 26             | 51     | 164  | 3,22 | 1.647.692 | 32.308 |              |      |                  |      | 0                         | 0,00 |
| 1961/62               |                        | 29             | 55     | 222  | 4,04 | 2.009.001 | 36.527 |              |      |                  |      | 0                         | 0,00 |
| 1962/63               |                        | 30             | 59     | 214  | 3,63 | 1.782.579 | 30.213 |              |      |                  |      | 1*                        | 0,02 |
| 1963/64               |                        | 31             | 61     | 212  | 3,48 | 1.945.888 | 31.900 |              |      |                  |      | 0                         | 0,00 |
| 1964/65               |                        | 31             | 63     | 215  | 3,41 | 2.213.373 | 35.133 |              |      |                  |      | 0                         | 0,00 |
| 1965/66               |                        | 31             | 58     | 224  | 3,86 | 1.599.799 | 27.583 |              |      |                  |      | 3*                        | 0,05 |
| 1966/67               |                        | 33             | 65     | 212  | 3,26 | 1.786.150 | 27.479 |              |      |                  |      | 1*                        | 0,02 |
| 1967/68               |                        | 32             | 60     | 162  | 2,70 | 2.059.590 | 34.327 |              |      |                  |      | 1*                        | 0,02 |
| 1968/69               |                        | 32             | 52     | 176  | 3,38 | 1.738.847 | 33.439 |              |      |                  |      | 1*                        | 0,02 |
| 1969/70               |                        | 33             | 63     | 204  | 3,24 | 2.046.074 | 32.477 |              |      |                  |      | 2*                        | 0,03 |
| 1970/71               |                        | 33             | 63     | 210  | 3,33 | 1.848.876 | 29.347 |              |      |                  |      | 3*                        | 0,05 |
| 1971/72               |                        | 33             | 63     | 175  | 2,78 | 2.091.421 | 33.197 |              |      |                  |      | 0                         | 0,00 |
| 1972/73               |                        | 30             | 57     | 160  | 2,81 | 1.752.786 | 30.751 | 1            | 0,02 |                  |      | 0                         | 0,00 |
| 1973/74               |                        | 31             | 60     | 180  | 3,00 | 1.694.422 | 28.240 | 5            | 0,08 |                  |      | 0                         | 0,00 |
| 1974/75               |                        | 30             | 55     | 174  | 3,16 | 1.484.032 | 26.982 | 3            | 0,05 |                  |      | 0                         | 0,00 |
| 1975/76               |                        | 32             | 61     | 202  | 3,31 | 1.829.242 | 29.988 | 1            | 0,02 |                  |      | 1                         | 0,02 |
| 1976/77               |                        | 32             | 61     | 155  | 2,54 | 2.002.747 | 32.832 | 1            | 0,02 |                  |      | 1                         | 0,02 |
| 1977/78               |                        | 31             | 59     | 162  | 2,75 | 1.787.690 | 30.300 | 2            | 0,03 |                  |      | 0                         | 0,00 |
| 1978/79               |                        | 33             | 63     | 185  | 2,94 | 1.688.020 | 26.794 | 5            | 0,08 |                  |      | 1                         | 0,02 |
| 1979/80               |                        | 33             | 63     | 185  | 2,94 | 2.041.979 | 32.412 | 9            | 0,14 |                  |      | 2                         | 0,03 |
| 1980/81               |                        | 33             | 63     | 166  | 2,63 | 1.797.911 | 28.538 | 4            | 0,06 |                  |      | 0                         | 0,00 |
| 1981/82               |                        | 33             | 63     | 170  | 2,70 | 1.675.358 | 26.593 | 3            | 0,05 |                  |      | 0                         | 0,00 |
| 1982/83               |                        | 33             | 61     | 180  | 2,95 | 1.812.492 | 29.713 | 9            | 0,15 |                  |      | 3                         | 0,05 |
| 1983/84               |                        | 32             | 59     | 165  | 2,80 | 1.798.652 | 30.486 | 2            | 0,03 |                  |      | 1                         | 0,02 |
| 1984/85               |                        | 32             | 61     | 186  | 3,05 | 1.546.110 | 25.346 | 4            | 0,07 |                  |      | 0                         | 0,00 |
| 1985/86               |                        | 31             | 59     | 167  | 2,83 | 1.549.647 | 26.265 | 17           | 0,29 |                  |      | 0                         | 0,00 |
| 1986/87               |                        | 31             | 57     | 163  | 2,86 | 1.959.041 | 34.369 | 17           | 0,30 |                  |      | 3                         | 0,05 |
| 1987/88               |                        | 32             | 61     | 143  | 2,34 | 1.719.208 | 28.184 | 15           | 0,25 |                  |      | 0                         | 0,00 |
| 1988/89               |                        | 31             | 59     | 170  | 2,88 | 1.773.922 | 30.066 | 17           | 0,29 |                  |      | 0                         | 0,00 |
| 1989/90               |                        | 32             | 61     | 169  | 2,77 | 1.639.836 | 26.883 | 23           | 0,38 |                  |      | 3                         | 0,05 |
| 1990/91               |                        | 31             | 59     | 190  | 3,22 | 1.614.372 | 27.362 | 19           | 0,32 |                  |      | 1                         | 0,02 |
| 1991/92               | 8                      | 32             | 73     | 192  | 2,63 | 1.725.387 | 23.635 | 14           | 0,19 |                  |      | 1                         | 0,01 |
|                       |                        |                |        |      |      |           |        |              |      |                  |      |                           |      |
| 1992/93               | 8                      | 36             | 25     | 56   | 2,24 | 873.251   | 34.930 | 60           | 2,24 | 0                | 0,00 | 2                         | 0,08 |
| 1993/94               | 8                      | 42             | 27     | 71   | 2,63 | 1.202.189 | 44.526 | 87           | 3,22 | 0                | 0,00 | 7                         | 0,26 |
| 1994/95               | 16                     | 24             | 61     | 140  | 2,29 | 2.328.515 | 38.172 | 195          | 3,20 | 1                | 0,02 | 9                         | 0,15 |
| 1995/96               | 16                     | 24             | 61     | 159  | 2,61 | 1.874.316 | 30.726 | 178          | 2,92 | 1                | 0,02 | 14                        | 0,23 |
| 1996/97               | 16                     | 24             | 61     | 161  | 2,64 | 2.093.228 | 34.315 | 198          | 3,25 | 1                | 0,02 | 5                         | 0,08 |
| 1997/98               | 24                     | 55             | 85     | 239  | 2,81 | 2.868.271 | 33.744 | 273          | 3,21 | 5                | 0,06 | 12                        | 0,14 |
| 1998/99               | 24                     | 56             | 85     | 238  | 2,80 | 3.608.331 | 42.451 | 303          | 3,56 | 5                | 0,06 | 10                        | 0,12 |
| 1999/00               | 32                     | 71             | 157    | 442  | 2,82 | 5.490.709 | 34.973 | 514          | 3,27 | 12               | 0,08 | 17                        | 0,11 |
| 2000/01               | 32                     | 72             | 157    | 449  | 2,86 | 5.773.486 | 36.774 | 525          | 3,34 | 12               | 0,08 | 14                        | 0,09 |
| 2001/02               | 32                     | 72             | 157    | 393  | 2,50 | 5.417.716 | 34.508 | 481          | 3,06 | 9                | 0,06 | 12                        | 0,08 |
| 2002/03               | 32                     | 72             | 157    | 428  | 2,73 | 6.426.477 | 40.933 | 513          | 3,27 | 8                | 0,05 | 11                        | 0,07 |
| 2003/04               | 32                     | 72             | 125    | 309  | 2,47 | 4.486.932 | 35.895 | 393          | 3,14 | 19               | 0,15 | 10                        | 0,08 |
| 2004/05               | 32                     | 72             | 125    | 333  | 2,66 | 4.955.609 | 39.645 | 398          | 3,18 | 15               | 0,12 | 10                        | 0,08 |
| 2005/06               | 32                     | 73             | 125    | 294  | 2,35 | 5.117.956 | 40.944 | 426          | 3,41 | 19               | 0,15 | 9                         | 0,07 |
| 2006/07               | 32                     | 73             | 125    | 309  | 2,47 | 5.529.143 | 44.233 | 453          | 3,62 | 11               | 0,09 | 10                        | 0,08 |
| 2007/08               | 32                     | 76             | 125    | 330  | 2,64 | 5.353.849 | 42.831 | 440          | 3,52 | 6                | 0,05 | 9                         | 0,07 |
| 2008/09               | 32                     | 76             | 125    | 329  | 2,63 | 4.995.255 | 39.962 | 457          | 3,66 | 11               | 0,09 | 8                         | 0,06 |
| 2009/10               | 32                     | 76             | 125    | 318  | 2,54 | 5.261.633 | 42.093 | 440          | 3,52 | 13               | 0,10 | 14                        | 0,11 |
| 2010/11               | 32                     | 76             | 125    | 355  | 2,84 | 5.484.410 | 43.875 | 425          | 3,40 | 13               | 0,10 | 12                        | 0,10 |
| 2011/12               | 32                     | 76             | 125    | 345  | 2,76 | 5.198.514 | 41.588 | 549          | 4,39 | 15               | 0,12 | 6                         | 0,05 |
| 2012/13               | 32                     | 76             | 125    | 368  | 2,94 | 5.646.358 | 45.171 | 526          | 4,21 | 9                | 0,07 | 11                        | 0,09 |
| 2013/14               | 32                     | 76             | 125    | 362  | 2,90 | 5.719.126 | 45.753 | 511          | 4,09 | 12               | 0,10 | 15                        | 0,12 |
| 2014/15               | 32                     | 77             | 125    | 361  | 2,89 | 5.141.181 | 41.129 | 478          | 3,82 | 18               | 0,14 | 10                        | 0,08 |
| 2015/16               | 32                     | 78             | 125    | 347  | 2,78 | 5.128.020 | 41.024 | 504          | 4,03 | 12               | 0,10 | 7                         | 0,06 |
| 2016/17               | 32                     | 78             | 125    | 380  | 3,04 | 5.399.802 | 43.198 | 451          | 3,61 | 18               | 0,14 | 6                         | 0,05 |
| 2017/18               | 32                     | 79             | 125    | 401  | 3,21 | 5.821.682 | 46.573 | 445          | 3,56 | 12               | 0,10 | 10                        | 0,08 |
| 2018/19               | 32                     | 79             | 125    | 364  | 2,91 | 6.100.142 | 48.801 | 485          | 3,88 | 15               | 0,12 | 6                         | 0,05 |
| 2019/20               | 32                     | 79             | 119    | 386  | 3,24 | 4.751.122 | 39.925 | 484          | 4,07 | 13               | 0,11 | 7                         | 0,06 |
| 2020/21               | 32                     | 79             | 125    | 366  | 2,93 | 162.477   | 1.300  | 493          | 3,94 | 14               | 0,11 | 7                         | 0,06 |
| 2021/22               | 32                     | 80             | 125    | 380  | 3,04 | 4.402.354 | 35.219 | 492          | 3,94 | 13               | 0,10 | 13                        | 0,10 |
| 2022/23               | 32                     | 78             | 125    | 372  | 2,98 | 6.194.200 | 49.554 | 504          | 4,03 | 15               | 0,12 | 9                         | 0,07 |
| 2023/24               | 32                     | 78             | 125    | 375  | 3,00 | 6.428.357 | 51.427 | 524          | 4,19 | 10               | 0,08 | 10                        | 0,08 |
| 2024/25               | 36                     | 81             | 189    | 618  | 3,27 | 8.373.025 | 44.302 | 693          | 3,67 | 14               | 0,07 | 17                        | 0,09 |
| 2025/26               | 36                     | 81             | 189    |      |      |           |        |              |      |                  |      |                           |      |
| Jeweilige Rekordmarke |                        |                |        |      |      |           |        |              |      |                  |      |                           |      |

* Verbaler Platzverweis, da es eine Rote Karte noch nicht gab.